# Махавишну

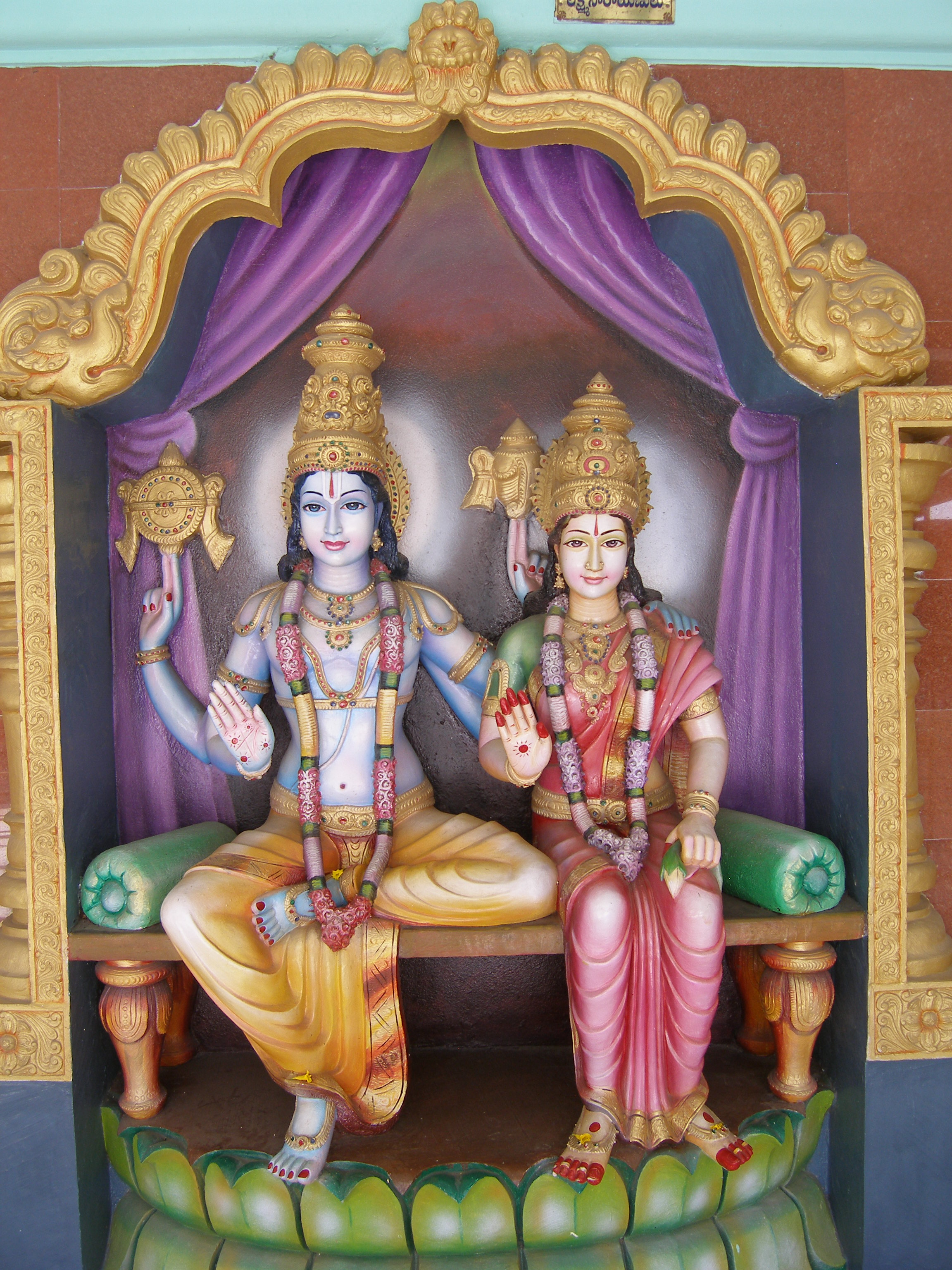
Вишну со своей супругой Лакшми в храме Нараяна-Тирумала в Шрикакуламе (Андхра-Прадеш)

Махави́шну (букв. «Великий Вишну», IAST: Mahāviṣṇu, санскр. विष्णु) — «проникающий во всё», «всеобъемлющий», «везде присутствующий» Господь, почитающийся в шри-вайшнавизме и других традициях вайшнавизма. В вводной части «Вишну-сахасранамы», входящей составной частью в «Махабхарату», провозглашается: Вишну, вездесущий, великий Вишну, высший Вишну, великий Господь (Vishnum jishnum Mahavishnum Prabha Vishnun Maheswaram, «Шри Вишну-сахасранама стотра», текст 17). «Вишну-сахасранама» описывает его превосходные качества: великий разум (IAST: mahābuddhi), великое могущество (IAST: mahāvīrya), великая сила (IAST: mahāśakti), великая слава (IAST: mahādyuti) (имена с 173 по 176). Священные тексты описывают его как несравненного, не имеющего себе равных и совершенного Вишну, кто в своей божественный обители велик («Махавишну»). Вишну всегда пребывает на Вайкунтхе вместе с супругой Лакшми, в окружении спутников и преданных душ, исполненный любви и блаженства. С Вайкунтхи Вишну управляет Вселенной, защищая и храня души и их миры. При нисхождении с Вайкунтхи на Землю Вишну надевает телесные одежды и предстаёт под разными именами (аватара). С Вайкунтхи Вишну также нисходит в своё рукотворное изображение в храмовом святилище или на домашнем алтаре (арчаватара). Образ «Великого» Вишну на Вайкунтхе воспет поэтами альварами и описан в трудах вайшнавских учителей. Наиболее популярный из альваров, Наммальвар, говорил о нём «мой могучий Господь» и «Вишну, ослепительный свет, чьи стопы, руки и глаза подобны лотосам, чьё тело как темная блестящая гора, у кого раковина как ясная Луна, а чакра как Солнце» («Тируваймоли», стихи 2.7.4-5). Поэзия альваров и сочинения учителей разъясняют внешний облик Вишну, его спутников и любовные взаимоотношения с ним.

## Между земным и трансцендентным
По своему желанию Вишну может принимать любой внешний вид или облик, в которых проявляется его божественная природа. Для него нет ограничений, ни в земном мире, ни в небесном. Как говорили провидцы о его всепроникновении, в огне он — тепло, а в цветах — аромат. Однако для каждого вайшнава самым близким является человеческий образ Вишну. В человеческом теле он спускается с небесной обители Вайкунтхи для восстановления гармонии и помощи страждущим. Через воплощения близких и преданных ему нитья-сури (свободных душ) он сохраняет мир. Вишну не может не принимать человеческое обличье. Ведь сверхъестественное неземное существо не будет восприниматься «своим». И милость Вишну как дар человечеству проявляется в том, что он обретает облик человека с двумя руками и ногами — самый понятный и родной образ для человека. Как провозглашает «Парама-самхита», человеческое обличье предназначено для всеобщего блага, без него невозможны ни почитание, ни медитация, ни молитва.

Брахма:

«Если Высший Господь — причина всего творения, как люди могут его почтить? Как его лицезреть? Как его описать, ведь он не зависит ни от места, ни от времени, ни от формы. Как поклоняться тому, кто жаждет снискать его милость? О, Бог богов, скажи мне, как обрести высшее благо?»

Господь:

«То, о чём ты просишь — великий секрет, но ради общего блага слушай, я объясню, как почтить Бога Богов. Думай о нём как о зримом образе и никак иначе. Его видимые образы — во имя всеобщего блага. Души достигнут высшей цели, творя его изображения в человеческом обличии и почитая с величайшей преданностью. Если у него нет формы, ни поклонение, ни созерцание, ни даже молитва невозможны. Так пусть же возлюбят его в воплощенной форме…»

— «Парама-самхита», глава 3, тексты 1-7.
Одной рукой Вишну защищает преданные души, другой — их благословляет. Как пел Аннамайя, посвятивший жизнь киртанам в честь Вишну, одной рукой он держит подбородок души, чтобы утешить её и другой — обнимает. Первые изображения Вишну полностью отражают его человечность. Двурукий Вишну популярен как в Центральной, так и в Южной Индии. В Храме Падманабхасвами в Тривандраме (Керала) он пребывает как двурукий Падманабха, находящийся в сердце лотоса. В Храме Ранганатхи в Шрирангаме (Тамилнад) он предстаёт как двурукий Ранганатха, владыка святого места. В Храме в Теруваттару (Тамилнад), известном также как Дакшина Вайкунтха, он известен как двурукий Ади Кешава Перумал. Бог с двумя руками, ничем не отличимый от людей, воспринимался как должное. Все первые божественные образы с I по V века имели по две руки. Это касалось не только Вишну, хорошо известны ранние изображения сидящей Сарасвати с книгой в руке или индо-греческие монеты с Кришной.
Вишну не был бы Вишну, — неповторимым, чудесным и загадочным, — если бы не раскрывал свою природу непостижимым образом. Поэт Наммальвар, посвятивший Вишну тысячу стихов в поэме «Тируваймоли», о нём пел: «раковину и чакру наш Господь держит в своих прекрасных руках (всегда), невзирая на то, где и в какой форме он спускается (на Землю)» («Тируваймоли», стих 1.8.9). Одними руками он защищает и благословляет, а другими держит священные раковину и чакру. «Его раковина подобна яркой Луне, а его чакра — ослепительному Солнцу» («Тируваймоли», стих 2.7.5). Однако их видят далеко не все — лишь любящие души «видят» две другие. Ведь одна из них держит время любви, а вторая — пространство любви. Любящие объятия рук Вишну — одна из глубоких традиций шри-вайшнавизма. Парашара Бхаттар, двоюродный брат Рамануджи, в комментариях к поэзии Наммальвара объяснял, что чакра, колесо времени, — ничто иное как вечность, а раковина, чей звук разносится по пространству, — бесконечность. Обняв руками, Вишну открывает бессмертное время любви и погружает душу в бездонные глубины любви.
Любой, кто поглощён любовью, может стать таким, как он.
Он влюблён в обеих своих жен (Шри и Бху), вот почему ему нужны четыре руки.
Он любил тысячи раз всеми способами.
Не удивительно, что у него столь много обличий.
Особенно Ему нравится любовь после ссор.
Вот почему иногда он отворачивается (от тебя).
Он красив, ему нет подобных, и игрив, как никто.
Посмотри на его прекрасные ногти.
Ему нравится, чтобы наслаждение длилось вечно.
Он пришел, чтоб отдохнуть на священных холмах.
И быть с нами в земном мире, но он живёт внутри нас.
Любой, кто поглощён любовью, может стать таким, как он.Аннамайя, киртан «talapu kamaturatvamu mida nala vadina»
Самым ранним, сохранившимся до наших дней изображением четырёхрукого Вишну считается скульптурный образ, найденный возле городка Малхар (Мадхья-Прадеш). Он представляет собой фигуру из песчаника бежевого цвета. У Вишну четыре руки, из которых две передние соединены вместе и, возможно, первоначально держали раковину. Гигантская булава удерживаются передней правой рукой, а задняя левая рука держит чакру. Скульптура обнаружена в 1960 году и датируется II веком до н. э. Полное осознание божественной природы Вишну произошло позже, в эпоху искусства Гуптов, между IV и VI веками. Наступает «золотой век» вайшнавского искусства. Изображения Вишну и аватар достигают наивысшего художественного расцвета. Их облики исполнены великолепия и элегантности. У Вишну вьющиеся по одежде волосы, которые подчёркиваются изящными линиями дхоти. Его лицо отражает внутреннее состояние — гармонию и покой. Опущенные веки Вишну придают лицу ровное и блаженное выражение. Лицо стало овальным, тело — стройными, а одеяние — прозрачным. Верхнее веко увеличилось в размере, в результате чего большие глаза стали подобны бутонам лотосам. Лицо приобрело чувственность благодаря полным губам, похожими на зрелые плоды бимба.
От эпохи искусства Гуптов сохранилось множество памятников. Наиболее известными среди них являются храмовые пещеры в Аджанте, Элефанте и Эллоре. Другим великолепным примером стиля является пещерный храм в Удаягири, восхваляющий Вишну-защитника богини Земли. Однако самую важную роль для восприятия Вишну играет Храм Дашаватара (Уттар-Прадеш), датируемый V—VI веком. Это самый первый вайшнавский храм из каменной кладки, а его изображения стали каноническими на столетия вперед. Здесь можно найти полное трансцендентное раскрытие четырёх аспектов Вишну. Высшая душа представлена по четырём сторонам света. В любви он созидает миры как Ананта-Шаяна (Вишну возлежит на змее Ананте). Из сострадания он избавляет от напастей (сцена «Гаджендра-мокша» со спасением слона). Из милосердия он сохраняет мир (божественная пара Нара-Нараяна). И наконец, над входом в святилище Храма Дашаватара — его истинная форма на Вайкунтхе, обладающая безграничным великолепием, вне времени и обстоятельств — откуда он благословляет миры. Если двурукий Вишну являет себя в земных воплощениях, то его четырёхрукая форма стала его образом на Вайкунтхе. В отличие от земного мира, где у каждого человека по две руки, в мире Вайкунтхи всё духовное принимает зримые черты, а материя становится одушевленной. Трансцендентное становится близким и предметным, как невидимые руки Вишну — реальными. Ими он обнимает Лакшми, развлекается с божественными символами и играет на флейте, ими же он погружает души в сладкие объятия.

Главные панельные рельефы Храма Дашаватара
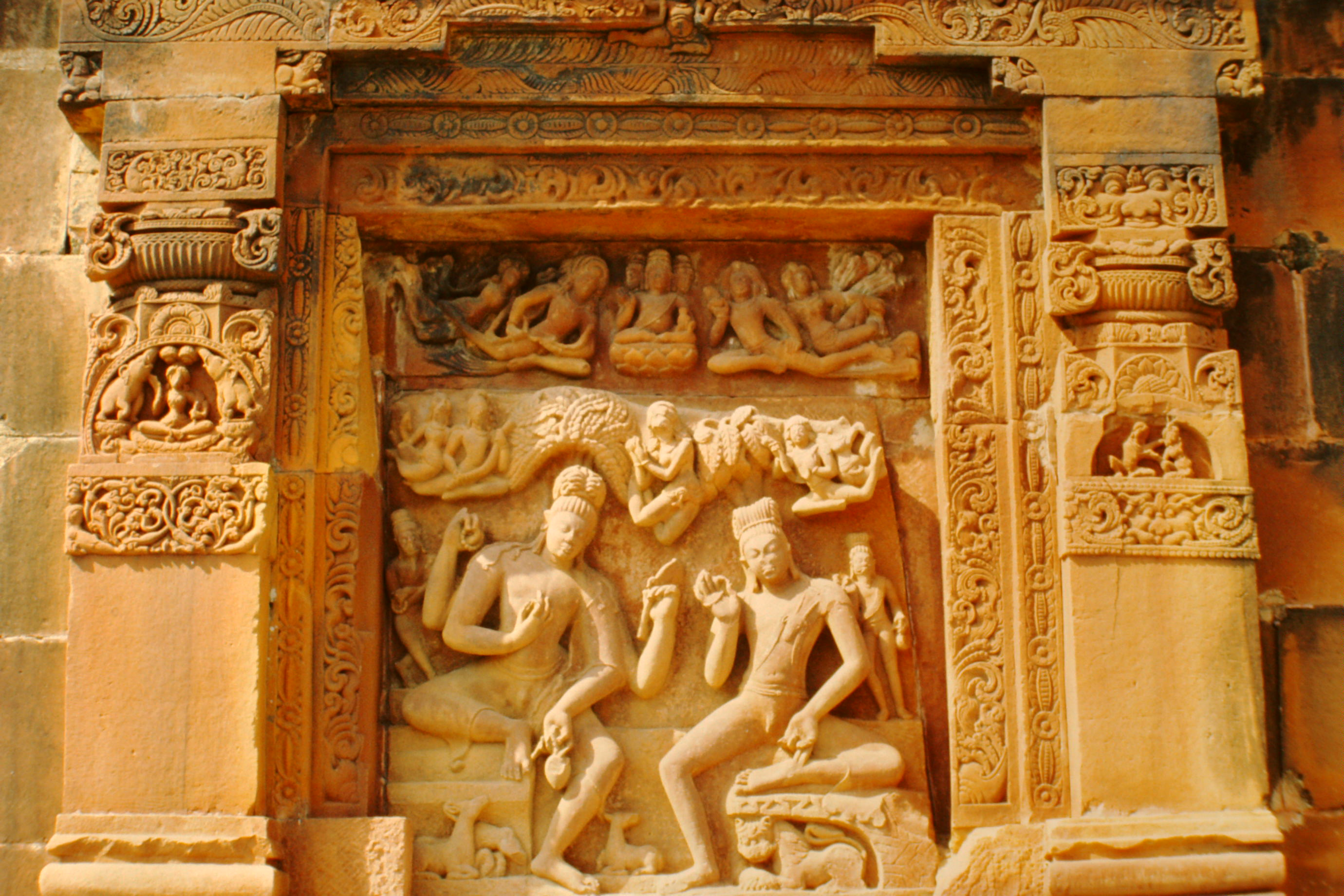
Божественная пара Нара-Нараяна
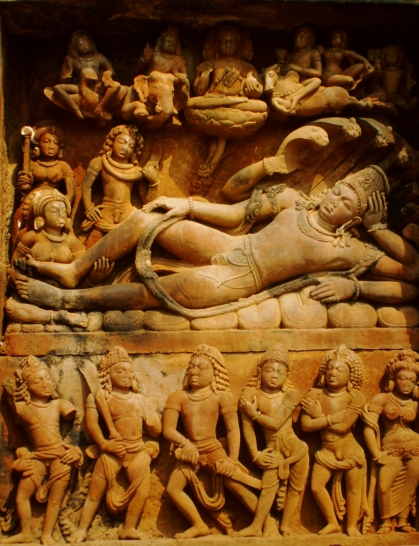
Вишну возлежит на змее Ананта в океане блаженства
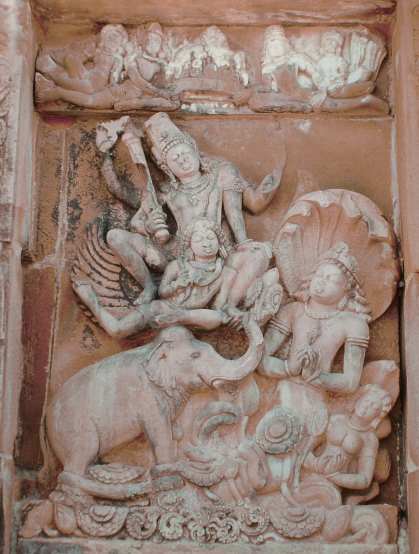
«Гаджендра-мокша»: история спасения слона
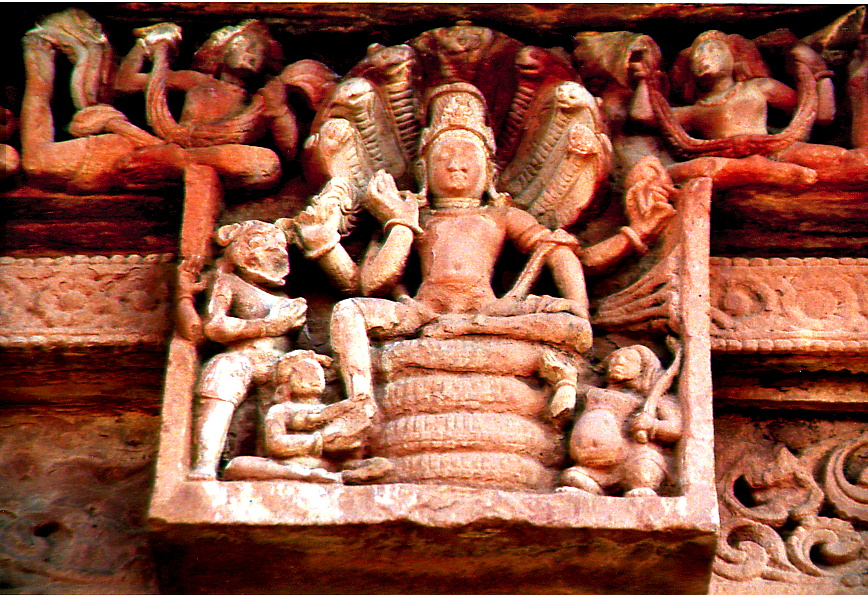
Вишну на змее Ананта в окружении Лакшми, Нарасимхи и Ваманы

Для того, чтобы Вишну одинаково изображался в храмах и домашних мурти, в период правления Гуптов произошла первая канонизация его описания. Изображение Вишну вошло в «Вишну-дхармоттара-пурану» — руководство для архитекторов и скульпторов. Пурана содержит несколько глав, описывающих Вишну (главы 47, 60 и 85). В пуране мудрец Маркандея объясняет, что Хранитель мира может иметь человеческий облик и две руки, которые держат булаву и чакру. Его руки подобны Солнцу и Луне, они как Пуруша (душа) и Пракрити (природа). Если у Господа четыре руки, в них появляются лотос и раковина. Облик Вишну прекрасен и безмятежен, что отражает его умиротворённое состояние духа. Цвет тела подобен грозовым облакам, наполненным водой и несущим живительный дождь. Вишну носит на себе всевозможные украшения, включая ожерелья и серёжки в форме морских чудищ. На его руках и ногах — браслеты, а с шеи свисает цветочная гирлянда «ванамала». На груди Вишну красуется драгоценный камень Каустубха, голову венчает корона «кирита-мукута». За головой Вишну цветет распущенный лотос. Его длинные изящные руки держат божественные атрибуты: правая — лотос, а левая — раковину. Ногти на руках и ногах с красноватым оттенком меди. Возле ног Вишну может находиться богиня Земли Притхиви (Лакшми), которая держит его стопы в своих руках. Нижняя часть тела Вишну укутана дхоти, спадающим до колен. Цветочная гирлянда украшает шею и достигает божественных коленей. Этот четырёхрукий облик, прекрасный и загадочный, принимаемый Высшей душой на Вайкунтхе, почитается как близкий каждой душе. В небесном мире, где «нет конца добру» его четырёхрукая форма обнимает руками душу со всех сторон, и та чувствует, что пространство и время слились в единое здесь и сейчас в апогее любви.

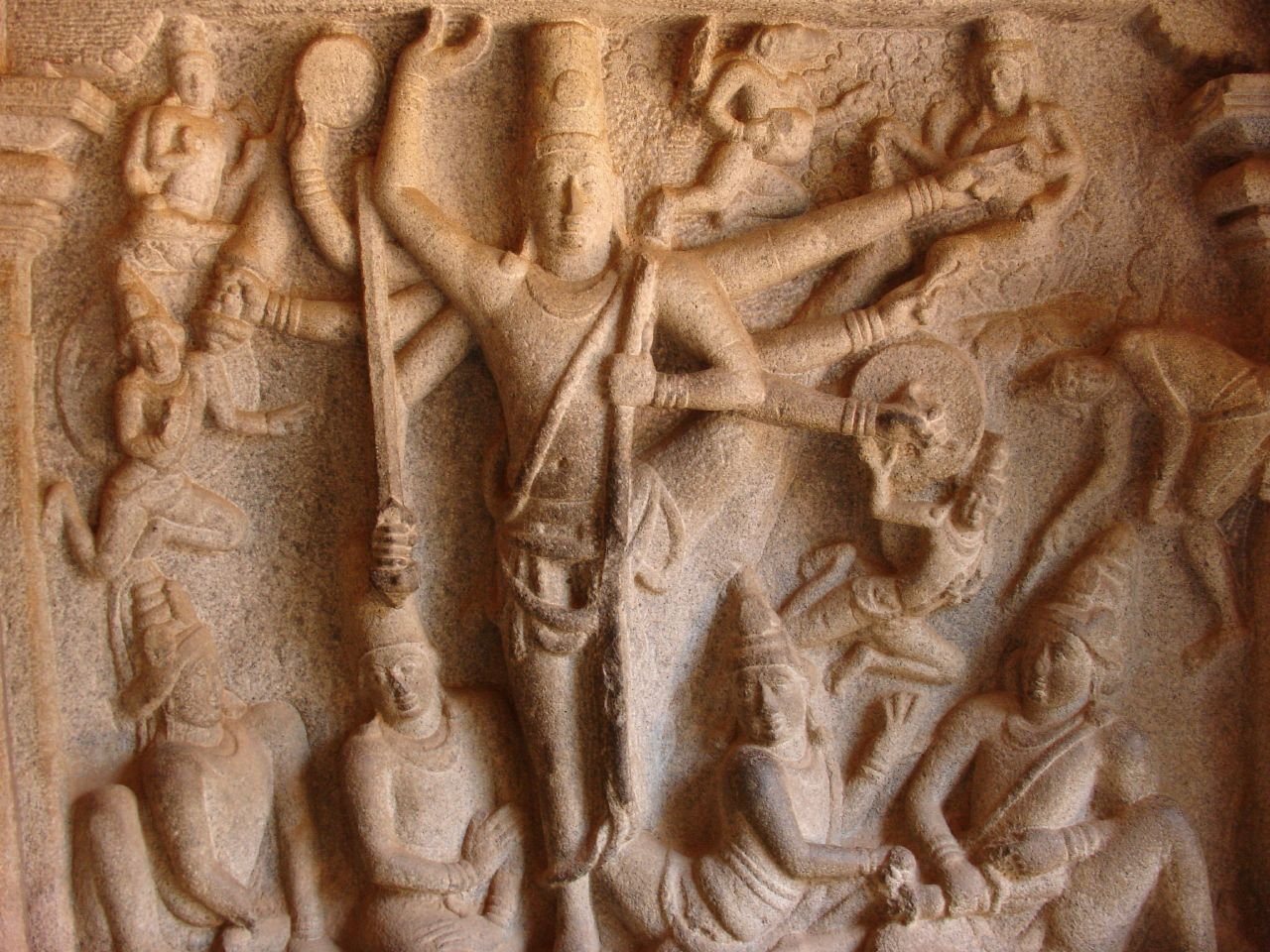
Вишну-Тривикрама с восемью руками своими шагами охватывает всю Вселенную. Пещерный храм Варахи периода Паллавов, Махабалипурам, VII век.

Вишну пребывает в сердцах живых существ словно он наслаждается в своей обители на Вайкунтхе. Небесная обитель распахивает свои двери в сердце, когда из него уходят заботы и тревоги и приходит любовь. Вишну живёт в душах, видит их глазами, действует их руками и наслаждается их чувствами. Как поэтично выразился Наммальвар, «невзирая на место и время, он является в бесчисленных обличьях; его сияющее совершенство не имеет ни начала, ни конца; даруя нектарное переживание вечного освобождения, с величайшим сочувствием пребывает он как внутри (сердца), так и в других (существах)» (Тируваймоли, стих 1.3.2). И чем больше человеческих душ испытывают любовь, тем множится блаженство Высшей души, превращающейся в нектарный океан Вселенной. Больше счастливых сердец, больше глаз, видящих красоту, больше добродетельных рук — и божественная милость течет нескончаемым потоком, проникая в жизнь каждого. Наммальвар пел «найдите невероятные стопы Нараяны (Вишну), что стали обителью бесчисленных душ, безмерного совершенства и неиссякаемым источником блаженства, вместилищем бесконечных благих качеств» (Тируваймоли, стих 1.2.10).

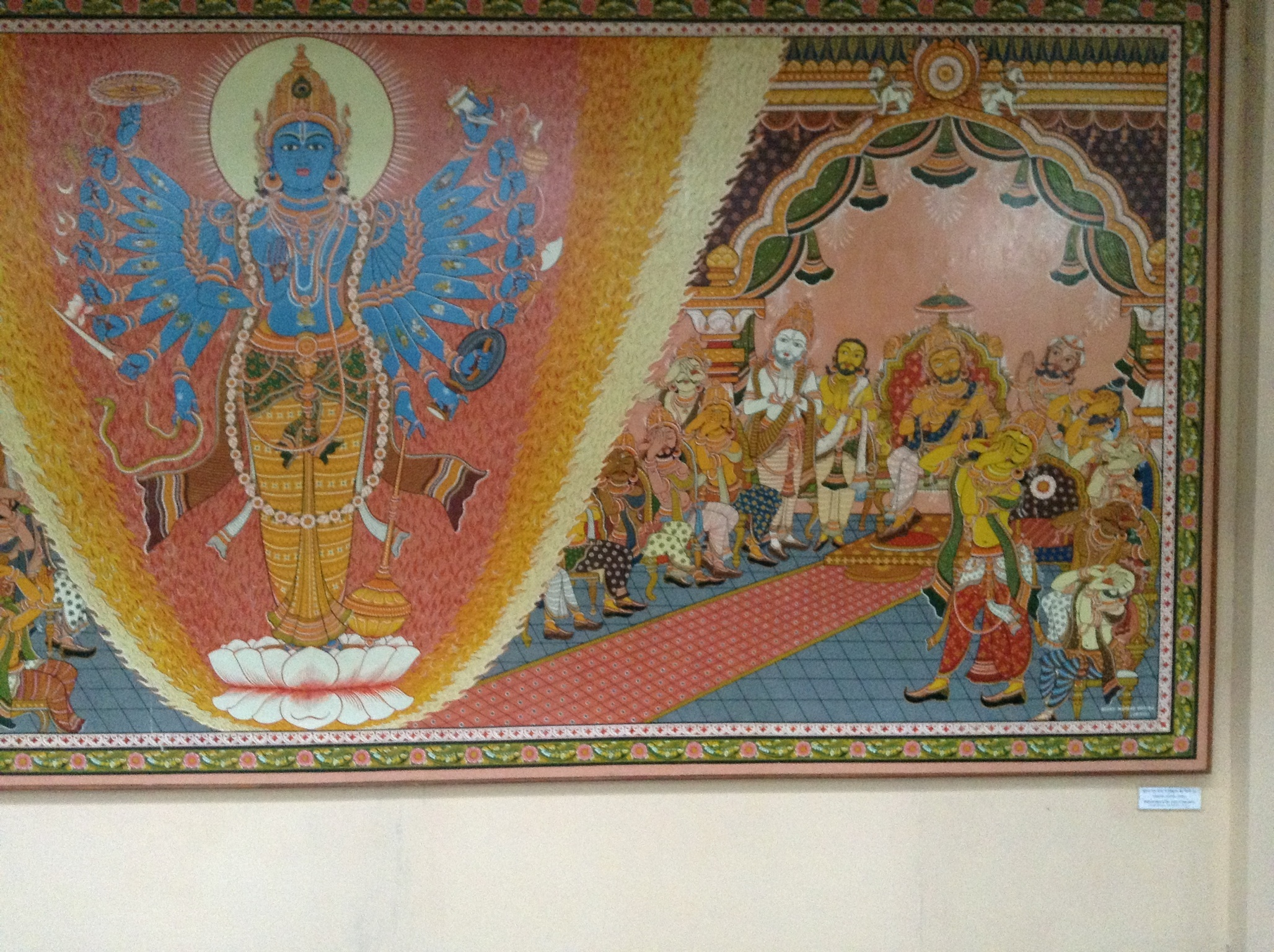
Явление многорукой формы Вишварупы при царском дворе. Картина в Музее Кришны. Курукшетра, Харьяна, Индия.

Гимн любви счастливых душ достигает апогея, когда Вишну принимает обличье Вишвару́пы (IAST: Viśvarūpa , «обладающий всеми формами», «вселенская форма», «универсальная форма») — всеобъемлющей души, имеющей бесчисленные формы и воплощения. В «Бхагавадгите» Арджуна просит Кришну принять настоящую, божественную форму, которой тот обладает в духовном мире (глава 11). Арджуна жаждал получить милость, которую дарует божественная четырёхрукая форма Вишну на Вайкунтхе. И в ответ видит сначала все души Вайкунтхи, а затем все живые существа — видит, что Вишну во всех, а все — в Вишну. В Вишварупе Вишну принимает трансцедентную форму — его любовь пронизывает все живые существа, у него бессчётное число рук и ног. Наммальвар восхищался: «моего Господа трудно увидеть постоянным, моего Господа легко увидеть неизменным, мой Господь имеет тысячу имен и обликов, мой Господь вне имён и форм, бытия и небытия» (Тируваймоли, стих 1.3.4).
Те, кто осознал неиссякаемую нектарную природу Вишну, стали описывать его как Высшую душу со множеством голов, рук и ног — чем больше живых существ испытывает божественное присутствие, тем больше разливается океан блаженства. Его трансцедентную форму по-разному называют «Вишну-Вайкунтха», «Вишну-Чатурмурти» и «Вишну-Вишварупа». Первые трансцедентные изображения создавались скульпторами эпохи Гуптов в VI веке. Благодаря им родился образ Вишварупы, который получил скромное описание в «Вишну-дхармоттара-пуране» уже в VII—IX веках. Трансцедентный Вишну предстает с четырьмя лицами, включая Нарасимху, Вараху и человека. У Вишварупы может быть сколь угодно рук, — четыре, восемь, двенадцать, — и столько божественных атрибутов, сколько может представить себе человек. Одни руки показывают священные жесты (мудры), другие руки держат плуг и шанкху, ваджру и стрелу, Сударшану и посох, петлю и Каумодаки, меч и лотос, рог и чётки и пр. — всем рукам несть числа. Их можно встретить в Северной и Центральной Индии, Непале и Западной Бенгалии.
Его десница избавляет от страхов и дарует спасение.
Она безупречна, золотая длань.
Его руки возвращают Веды и поднимают гору Мандара.
Его руки спасают Землю и расправляются с Хираньякашипу.
Его руки ищут милость у Бали и карают высокомерных.
Его руки натягивают лук и держат плуг.
Его руки защищают женщин и управляют конём.
И все они — руки Вишну, направляющие к спасению.Аннамайя, киртан «indarikī abhayambu lichchu chēyi»

## Флейта Вишну

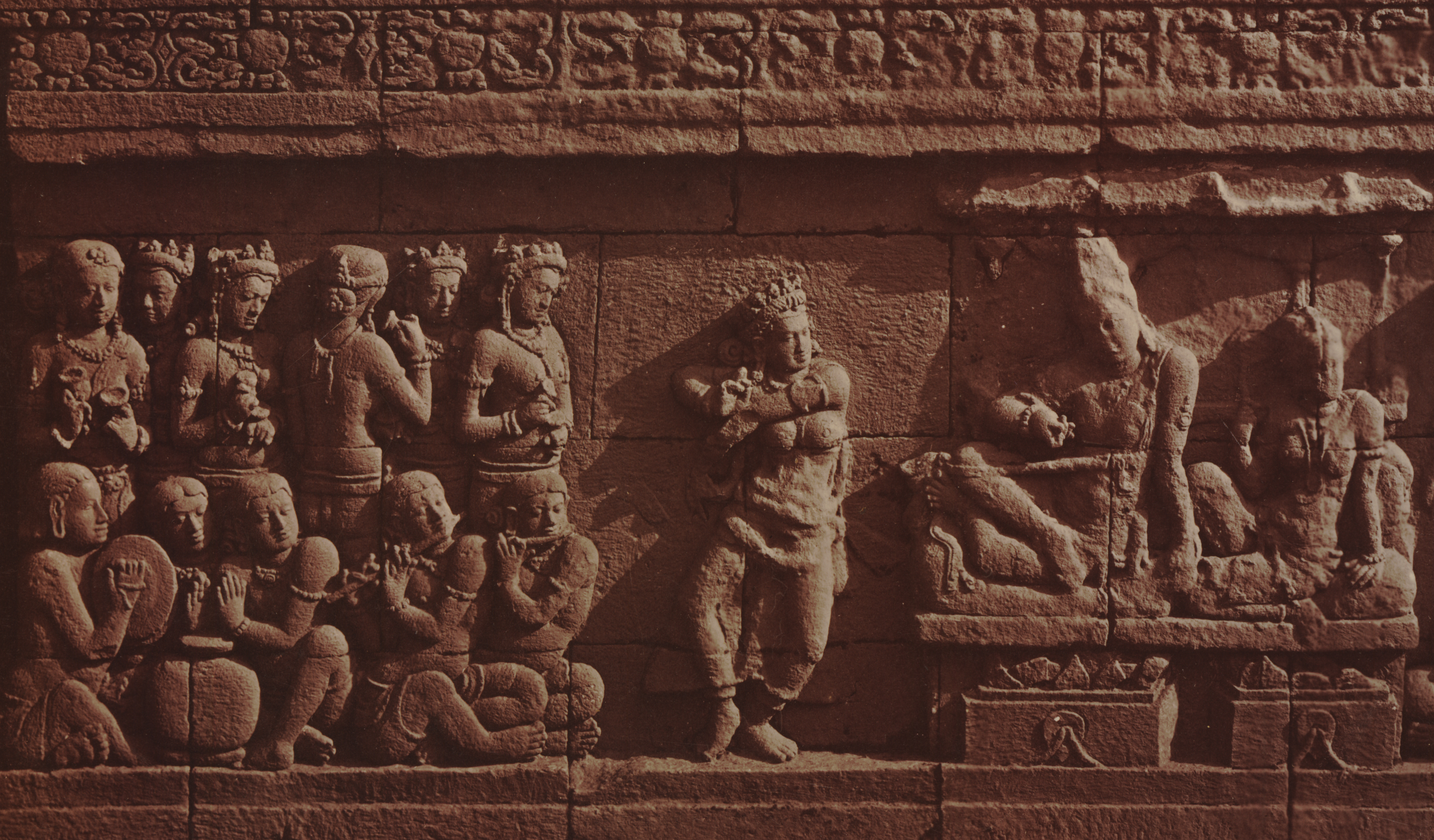
Музыкальное представление с флейтами при царском дворе: рельефная панель храма Боробудур. Ява, Индонезия, IX век.

В руках Вишну можно встретить флейту, на которой он играет завораживающие мелодии. Поперечная флейта, называемая «бансури», родилась в Древней Индии и входит в традиционные музыкальные инструменты наряду с барабаном и струнными. Как свидетельствуют многочисленные скульптуры в храмах Южной Индии, а также упоминания о ней в тамильской литературе, флейта была ведущим инструментом в танцевальной музыке на протяжении большей части последних двух тысячелетий.
В самой Индии флейту называют «мурали» или «вену» — это флейта, сделанная из тонкого полого бамбука. Считается, что у каждого божества есть свой излюбленный музыкальный инструмент. У Брахмы — лютня, у Шивы — барабан, у Сарасвати — вина. Вишну принадлежат поперечная флейта и раковина, в которую трубят. Оба являются духовыми инструментами и связаны с небесным миром Вайкунтхи. О флейте рассказывают разные легенды. Одна из них гласит, что флейта вобрала в себя музыку Вайкунтхи и стала богиней Вайкунтха-деви, воплощающей чудный мир и очаровывающей живых существ. Другая рассказывает о том, что после сотворения Вселенной Вишну взял в руки флейту и вдохнул свою душу и чувства в человеческие души. В некоторых храмах флейту изображают парящей в воздухе, словно она спускается с небесной обители Вишну. Земная музыка создается на Вайкунтхе и считается отражением её чарующей, восхитительной, погружающей атмосферы. Аннамайя говорил об обители Вишну: там, где «небесные танцоры танцуют под музыку небесных певцов». Вишну неизменно сопровождают музыка и танцы. Его окружают музыканты-гандхарвы, а также Тумбуру и Нарада, играющие на музыкальных инструментах. Среди классических индийских мелодий (рага) наиболее излюбленной у него является романтическая «шрингара». Он и сам виртуоз игры на флейте, Аннамайя пел: «Вишну — мастер (всех) шестнадцати искусств», музыкой которого «восхищается Самаведа» (содержащая музыкальные наставления).
Впервые атмосфера, в которую погружает божественная флейта, встречается в тамильском «Парипадал» (IAST: Paripāṭal), одном из пространных стихотворений, сочинённых безымянным автором между II и IV веком. Сегодня это самое раннее упоминание о Вишну — вайшнавская литература начала развиваться спустя несколько столетий, после VI века. В земле тамилов его называли по цвету кожи — «Маяваном» (Mayavan), тёмно-синим. Здесь, на тамильских берегах реки Вайяи (современная Вайгай), рождается любовь к Вишну и слышна его первая песня.
Многострунный ял, настроенный на семь нот палаи,
Играет приятную музыку слуху.
С ним флейта сливается в гармонии,
Пока в ритме мулаву барабан отбивает,
Внося своё созвучие.
Юноши и девушки танцуют,
Волны накатывают с шумом на берег.
В Тирумарутамунтурае (Мадурае) река
Омывает гирлянды и головы,
Людей, счастливых и наслаждающихся.
Пусть мы вечно будем счастливыми,
Как сегодня, купаться в водах и петь хвалу,
Отбрасывая печаль и пребывая в радости.Поэма «Парипадал», стихи VII.147-158

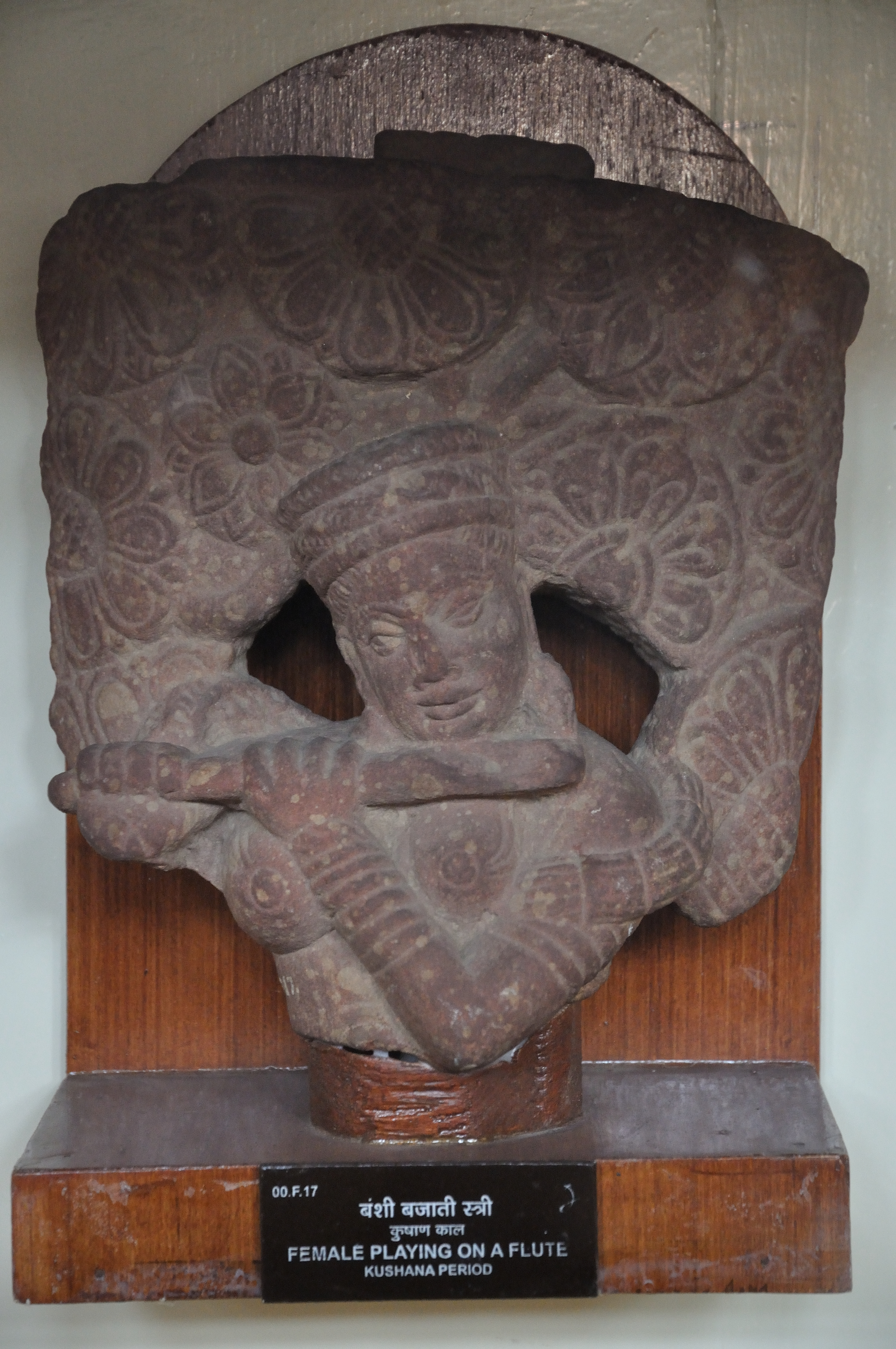
Полуобнажённая девушка, играющая на флейте. Древняя Индия, Кушанское царство, III век. Коллекция Правительственного музея Матхуры.

Встреча душ с Высшей душой звучит как праздник, как песня под звуки флейты. Божественная флейта играет в их сердцах, доставляя радость и заставляя забыть обо всем на свете. Флейта погружает и уносит в небесный мир грёз, где нет ничего кроме наслаждения. Чарующая атмосфера танца, в цветущем окружении, в беззаботном времяпровождении, наполненном беспричинным счастьем — мотивы, напеваемые флейтой. Её дух сохранился в тамильской «Повести о браслете» («Шилаппадикарам»), сочинённой между V и VI веками. Звуками флейты Маяван уносит зачарованных слушателей на Вайкунтху, в мир наслаждений. Души испытывают блаженство и воспевают «Бога цвета океана, прячущего в руках солнечный диск».
Под ярким солнцем юга, на заливных лугах Вишну наслаждается со своими друзьями, играя на флейте. Он ведёт своё окружение в блаженство Вайкунтхи словно пастух сопровождает стадо на водопой. Восприятие его как пастыря человеческих душ глубоко уходит корнями в «Ригведу». «Вишну обладает высшей силой, наступает день и вместе с другом (Индрой) он открывает загон с коровами», — гласит древний гимн («Ригведа», глава I, стих 156.4). Другой гимн описывает его как путешествующего, пребывающего в живых существах: «Я видел пастуха, без отдыха, бродящего по дорогам туда и сюда; скрываясь (в водах как Нараяна), текущих вместе и в разные стороны; он живёт во всех существах» («Ригведа», глава I, стих 164.31). «Корова» получила широкий метафорический смысл: это мать-Земля, рождающая, поддерживающая и питающая живых существ. Опекая мать-Землю, Вишну как пастырь человечества заботится обо всех. Как вепрь Вараха Вишну спасает Землю с населяющими её людьми от вод всемирного потопа. Превратившись в Притху, он защищает корову Притхиви, олицетворяющей богиню Земли. Притворившись Ваманой, он избавляет Землю от владычества демона Бали.
При каждом нисхождении с Вайкунтхи Вишну становится пастырем, играющим на флейте. Этот образ особенно любим альварами, воспевавшими Вишну, чьи мелодии флейты «слаще сахара». В их поэзии Вишну — воплощение грации, он наслаждается среди прохладных рощ, где молодые шмели пьют нектар и жужжат словно флейта темноликого Бога. Наммальвар живописал: «Он ходил пасти коров, наигрывая сладкие мелодии на флейте, заключённый в объятия прекрасной Лакшми. Когда я вспоминаю о нём, моё сердце тает. Погружаясь в него, я с любовью провожу время, может ли что-то в мире сравниться с этим?» («Тируваймоли», стих 6.4.2). Благодаря поэзии альваров тёмноликий образ Вишну, играющего на флейте, обрёл популярность между VI и X веками. Флейта в руках стала неотъемлемой частью завораживающей красоты. Альвар Кулашекхара в IX веке рисует его очарование:
Опоясав талию мягкими одеждами,
Заложив ароматные цветы за уши,
Ты надел благоуханную гирлянду на грудь,
И пришел с красавицами с вьющимися волосами,
Сладко напевая на флейте,
Источая медовый запах и обнимая.
Когда же ты придешь поиграть на флейте,
Твоя музыка не доносится до наших ушей?Кулашекхара, поэма «Перумал Тирумойли», стих 6.9

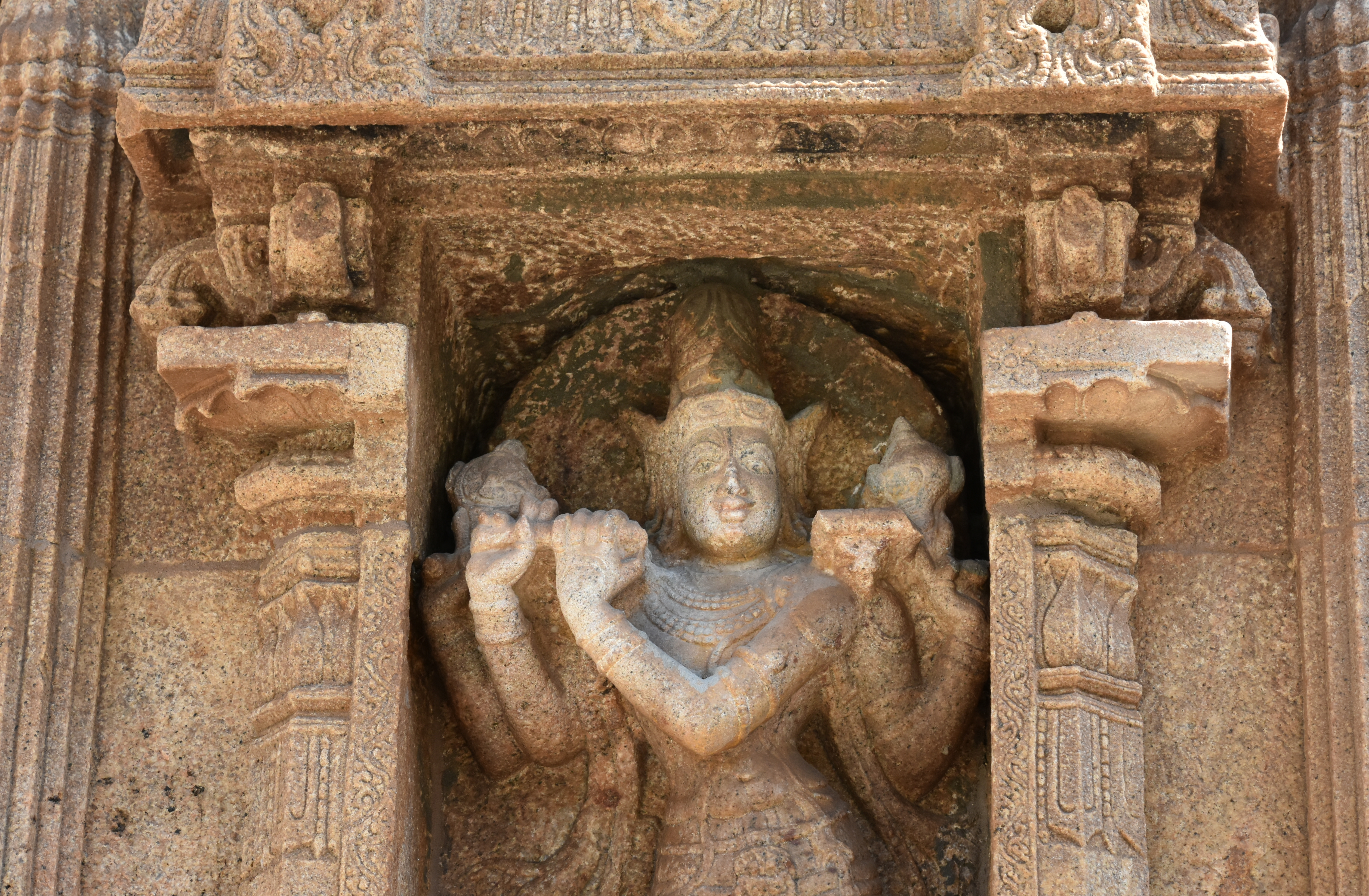
Храм пастыря, играющего на флейте. Храмовый комплекс Ранганатхи в Шрирангаме, 1674 год.

Чистое чувство ничем не обусловленного счастья, рождаемое флейтой, следует за Вишну, где и с кем бы он не находился. Оно зовёт на Вайкунтху, в мир без забот и тревог. Притягательный образ тёмно-синего пастыря с флейтой был особенно привлекателен для племён пастухов. Мигрировав на север, кочевые племена пастухов из региона Малва и Западного Декана унесли с собой любовь к тёмноликому Маявану, назвав его Кришной. И сегодня пастырь человечества, чарующий игрой на флейте (Venugopal), — один из излюбленных образов Вишну. В иконографии он нигде не описан, однако скульптурные изваяния Вишну в позе трибханги (с тремя изгибами тела), с божественными символами чакры и раковины, а также флейтой в обеих руках встречаются в пяти храмах Северной Индии. Ещё одним вариантом, в котором Вишну изображают с флейтой, является «Прекрасный пастырь» (Madana-Gopala). Он похож на традиционный образ, но с добавлением атрибутов Маданы, то есть Кама-дева, или бога любви. У Вишну восемь или десять рук, две из которых играют на флейте. Ещё две держат символы сладких чувств бога любви — стебель сахарного тростника в форме лука, из которого он поражает сердца, и цветок-стрелу. В его руках видны раковина и чакра, а также стрекало и петля, которыми он побуждает и ловит. Две последние руки несут булаву и цветок лотоса. На его лице сияет легкая улыбка, а вокруг теснятся его супруги, Шри и Бху, смотрящие с обожанием.

Вишну — пастырь человечества, играющий на флейте
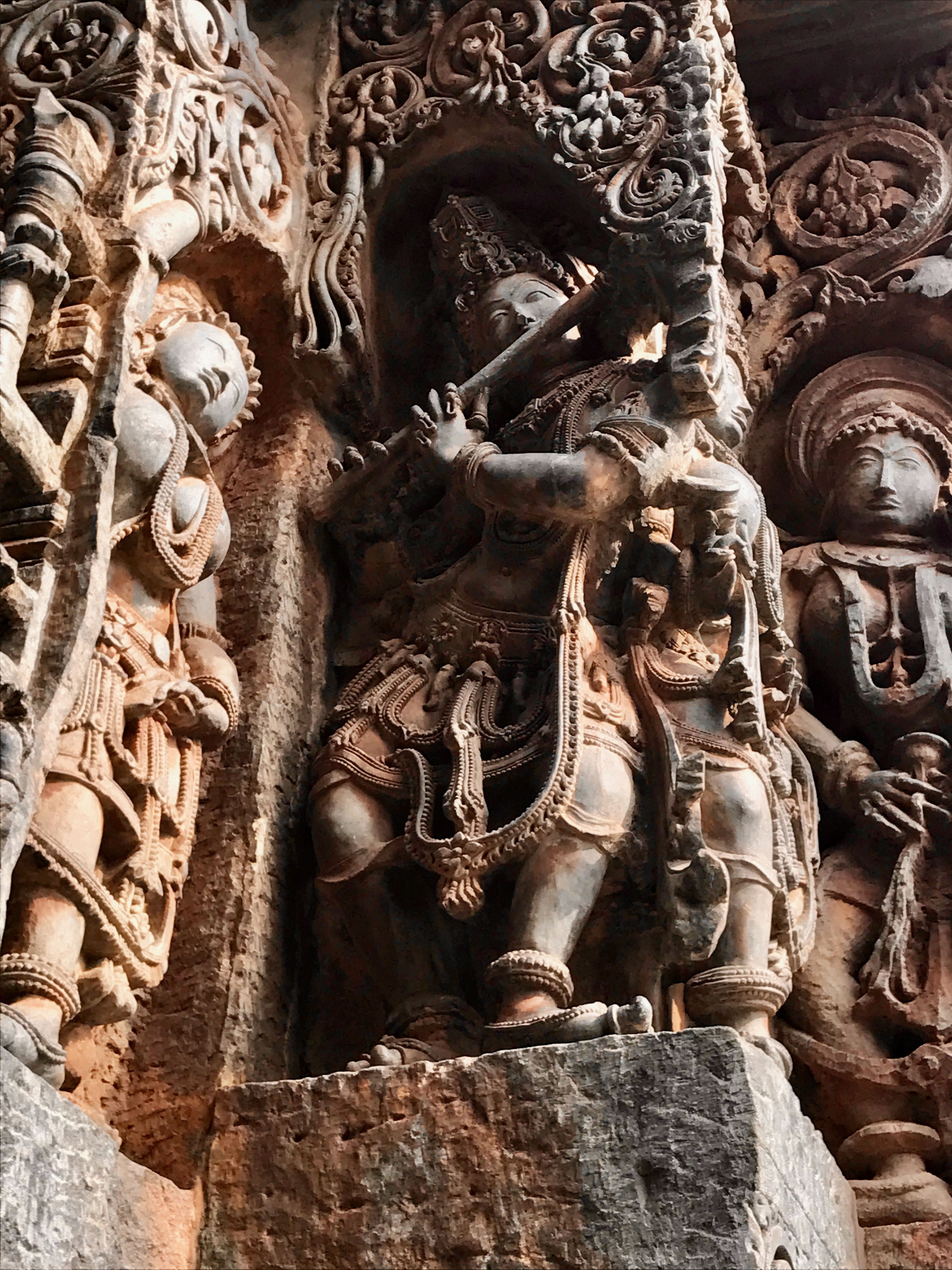
Храм Хойсалешвара, Карнатака, XII век.
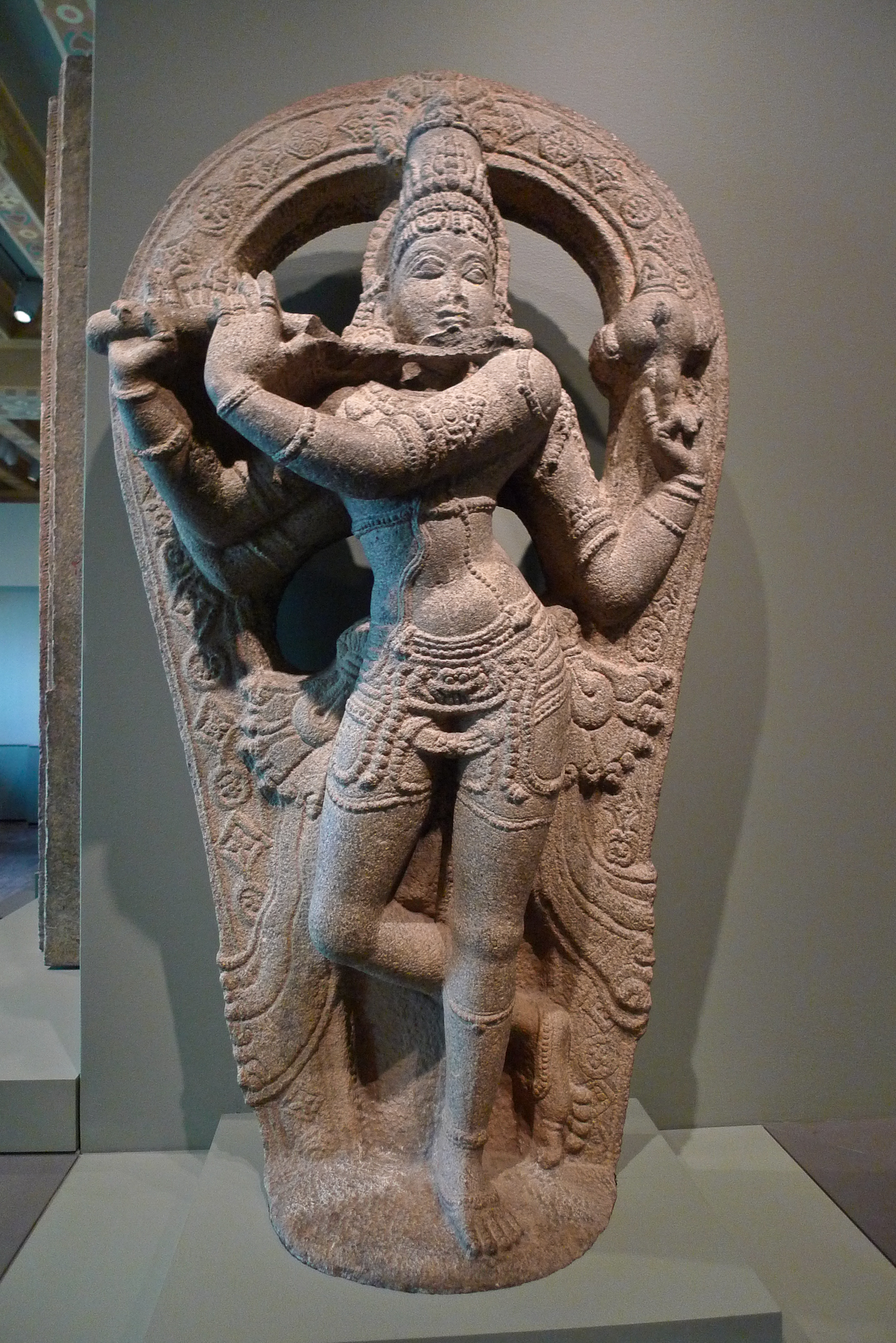
Индия, XV век. Коллекция Азиатского музея искусств в Сан-Франциско.
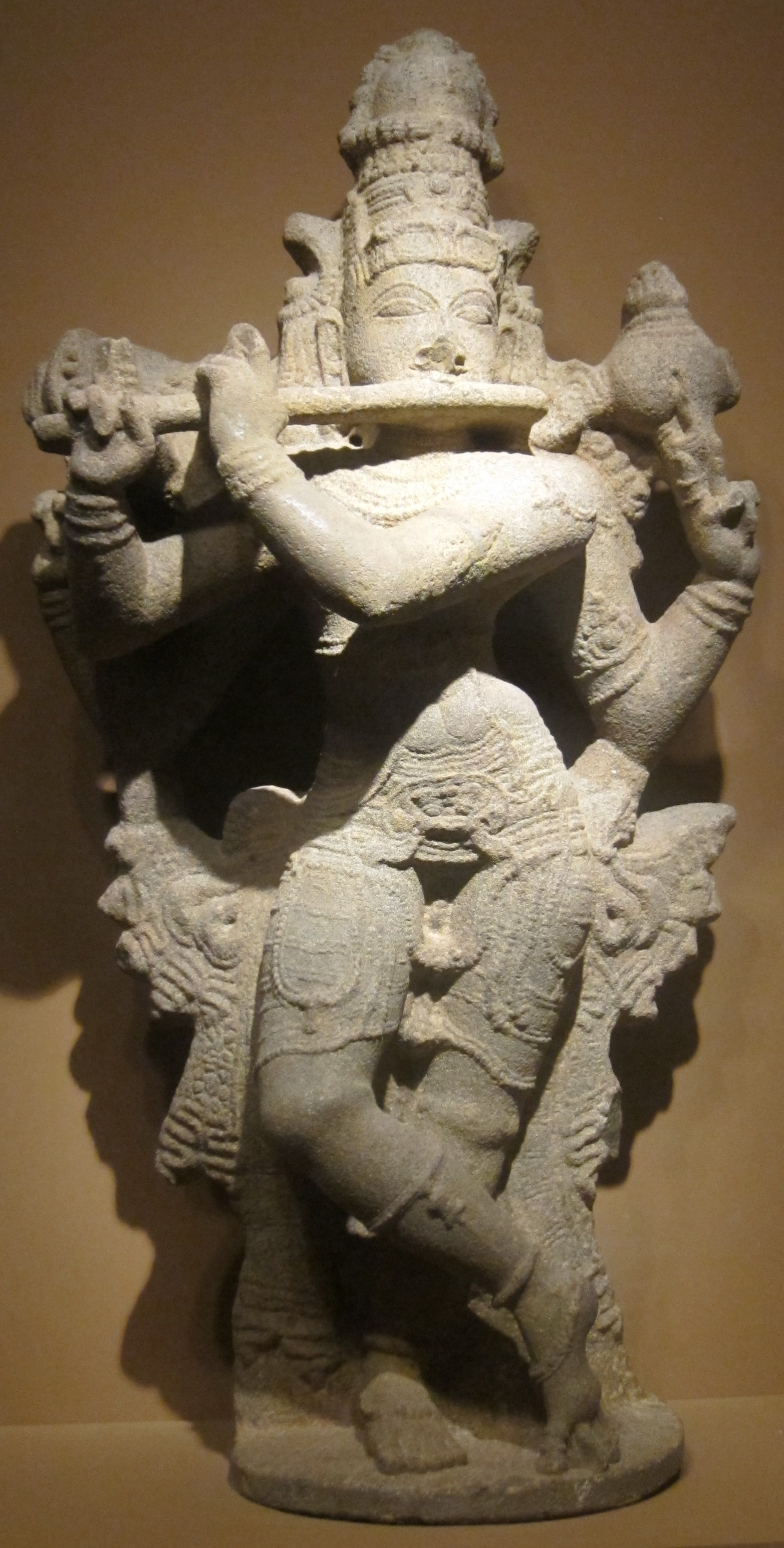
Индия, XI-XII века. Коллекция Художественного музея Гонолулу.
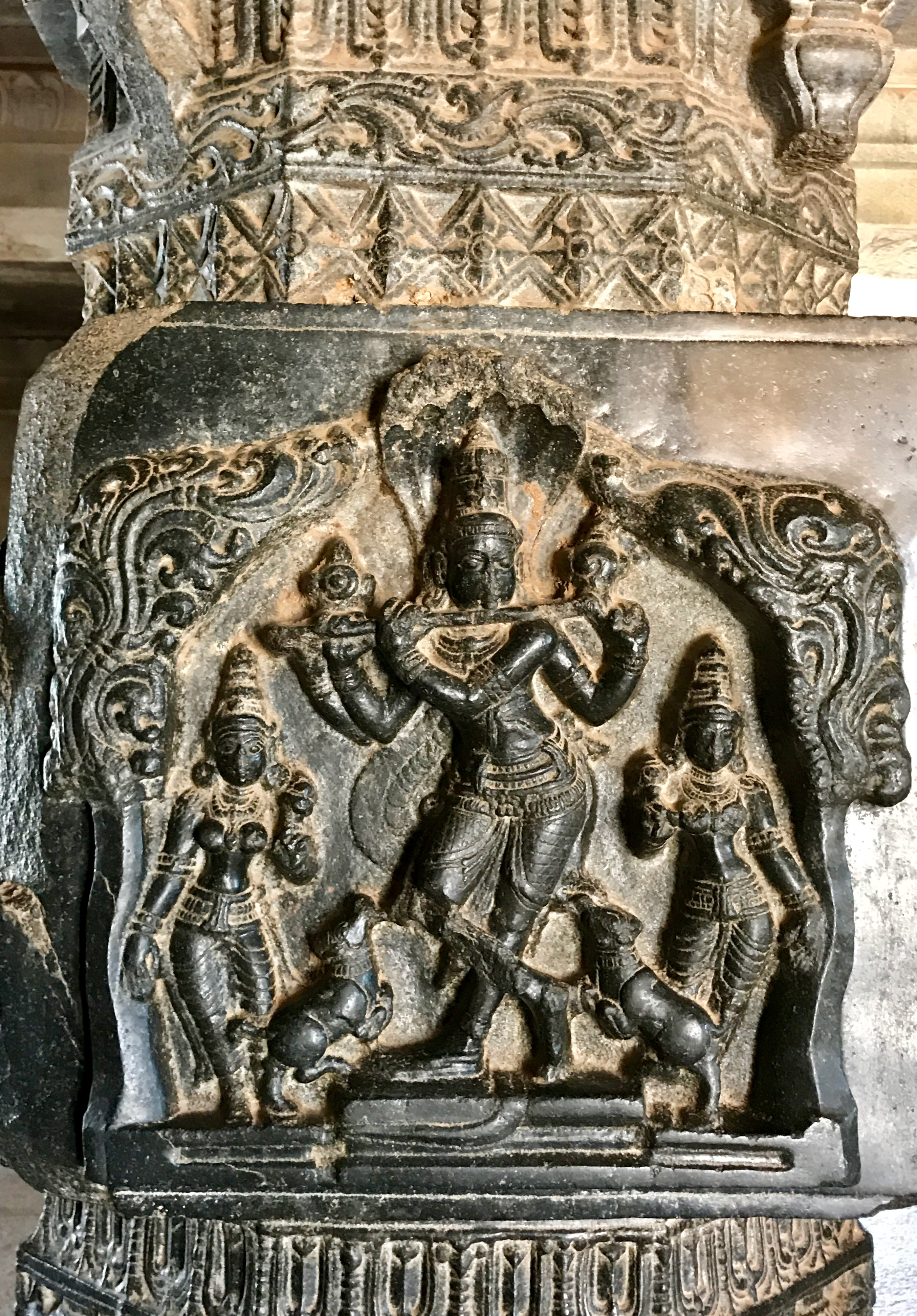
Храм Хазара Рама. Хампи, XV век.

Многоликий символизм: санкхья и бхакти 

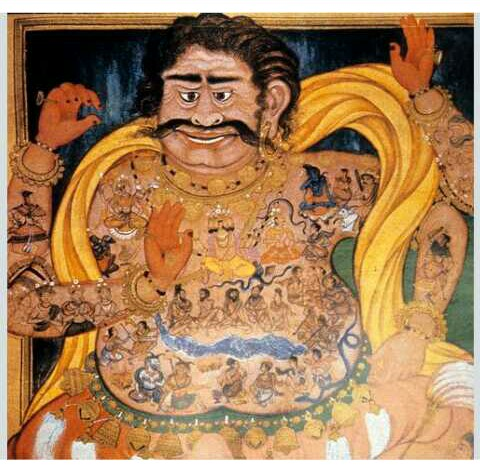
У школы санкхья сохранилась собственная мифология, частично заимствованная у вайшнавов. Мудрец и основатель школы Капила принимает образ Вишварупы. Иллюстрация из персидского перевода «Рамаяны».

Ещё до возникновения шри-вайшнавизма мудрецы, чьи имена история не сохранила, в первые века нашей эры пытались найти объяснения вайшнавским символам. Поиски носили абстрактно-логический характер и находились под сильным влиянием философии своего времени. Вишну, по всей видимости, был для них кула-девата, семейным божеством, передававшимся по наследству. Однако сами они принадлежали философской школе санкхья, посвященной внутреннему миру человека. Их интересовали понятия ума, эго и интеллекта. Как следствие, безымянные наследники мудреца Капилы примеривали понятия санкхьи к Вишну и всему его окружению. В результате в «Вишну-пуране» с отсылкой на эпического автора Васиштху можно встретить вкрапления фрагментов, где внешний облик Вишну объясняется терминами санкхьи. К примеру, «Вишну-пурана» живописует, что Хари носит на себе чистую душу мира, незапятнанную и лишенную качеств как камень Каустубха. Прадхана, природа всех вещей, находится на его груди как знак Шриватса. Интеллект пребывает в Мадхаве как его булава. Господь владеет эго (ахамкара) в его двойственности как органы действия и чувств, как раковина и лук. В одной руке Вишну держит ум, чьи мысли летают быстрее ветра, как чакру. Ожерелье Виджаянти, состоящее из пяти драгоценных камней, — это пять первичных элементов. Яркий меч Ачьюты — мудрость, скрытая до поры в ножнах невежества. В целом, душа, интеллект, эгоизм, чувства и прочее собраны в личности Вишну (книга I, глава 22). Как можно заметить, описание даётся в безличностном свете, что отражает влияние на последователей санкхьи идей адвайты. С распространением бхакти, одушевившим спутников Вишну и его окружение, схоластические объяснения зашли в тупик. И тем не менее, идеи неизвестных приверженцев санкхьи многократно пересказывались и были унаследованы последующими текстами, дожив до позднего вайшнавизма почти в неизменном виде. Спустя поколения Шринивасачарья, учитель по линии преемственности Рамануджи, живший в Тирупати в начале XVII столетия, почти дословно цитировал их интеллектуальные измышления. В «Ятиндра-Мата-Дипика» (руководстве по философии Рамануджи) он объясняет, что Вишну является сокровищницей, чьи богатства находят отражение в его оружии и украшениях. Камень Каустубха приравнивается к Пуруше (душе), знак Шриватса — к природе, булава — к силе, раковина — к чистому эго, лук Шранга — к плотному эго, меч Нандака — к знанию, его ножны — к неведению, чакра — к уму, стрелы — к знанию, полученному опытным путем, гирлянду — к первичным элементам. Поэтическое бхакти и философия вишишта-адвайты одушевили символы и атрибуты Вишну, подарив им нужное звучание. Однако размышления приверженцев санкхьи удивительным образом сохранились в канонах шри-вайшнавизма. В современном мире объяснения в духе санкхьи остались как архаика и практического значения не имеют. Гораздо большую роль играет образ любви, где окружение Вишну — продолжение его собственных божественных качеств.

Вишну со спутниками в храмовых изображениях
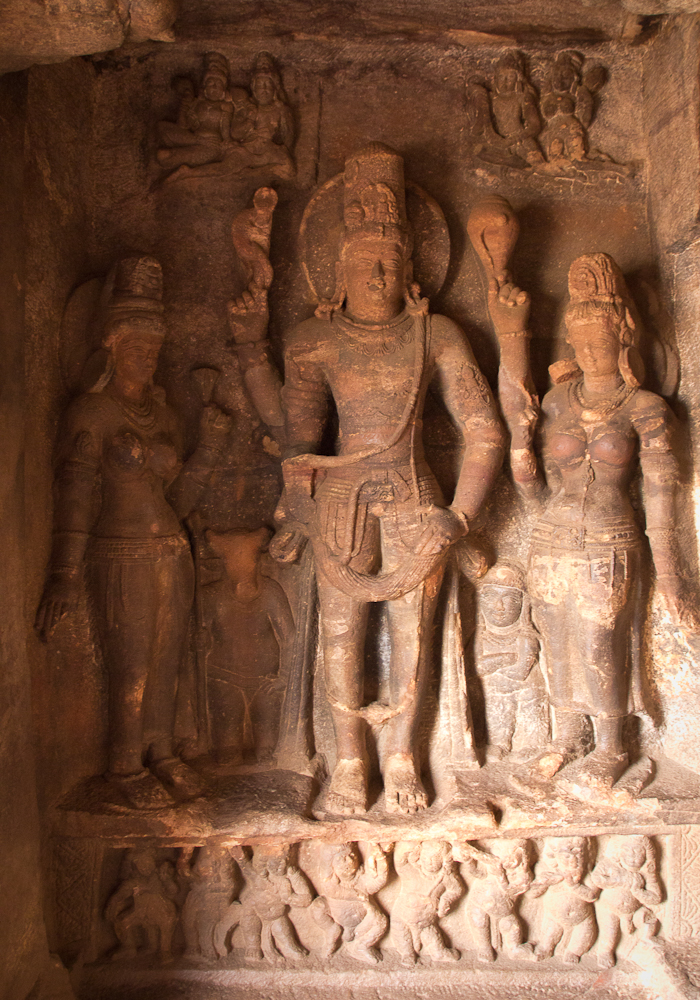
Вишну со спутниками в пещерных храмах Бадами, 540—578 годы
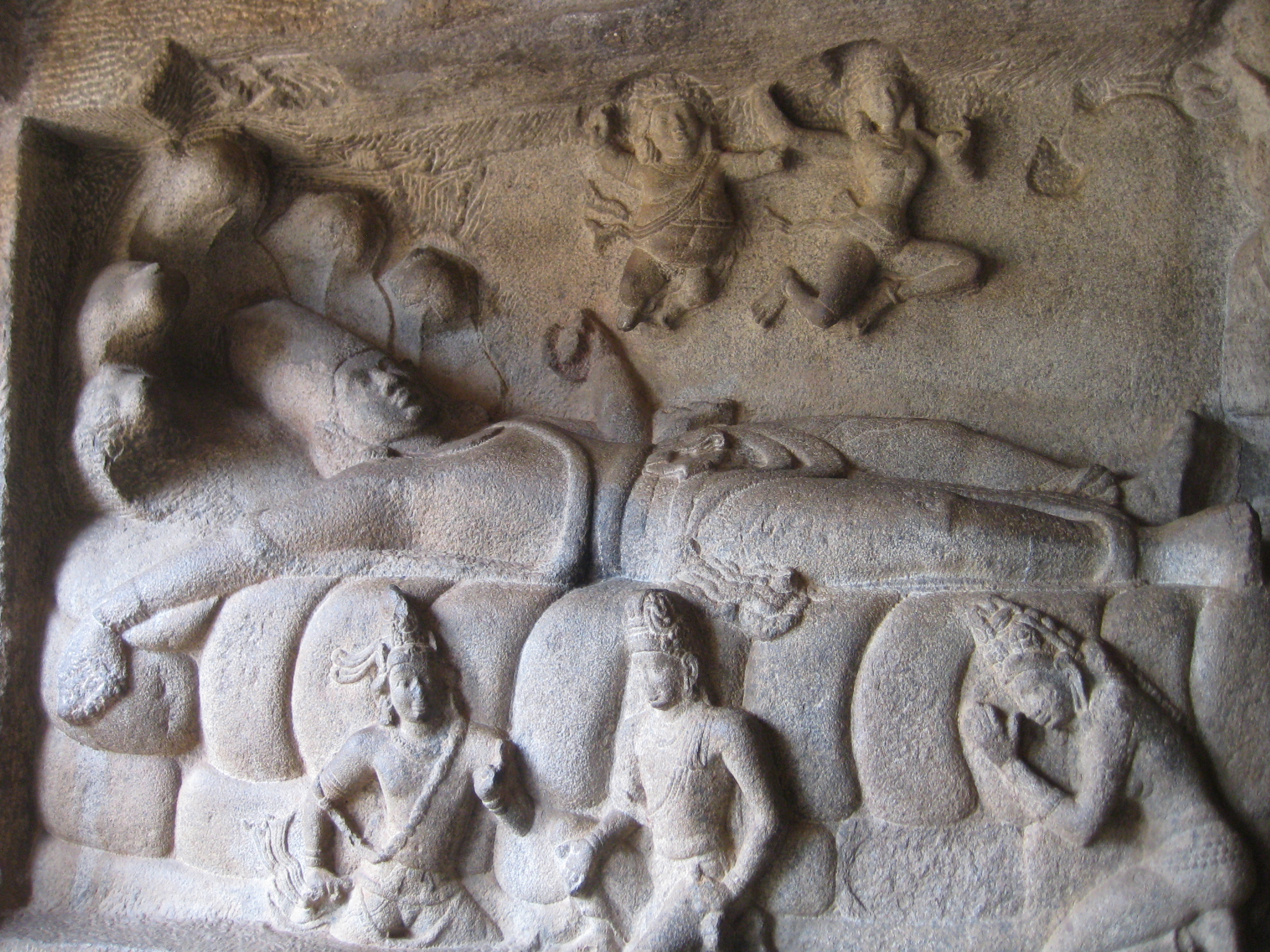
Панель Вишну-Ананта-Шаяна в пещерном храме Махишасурамардини. Махабалипурам, между VII и VIII веками.
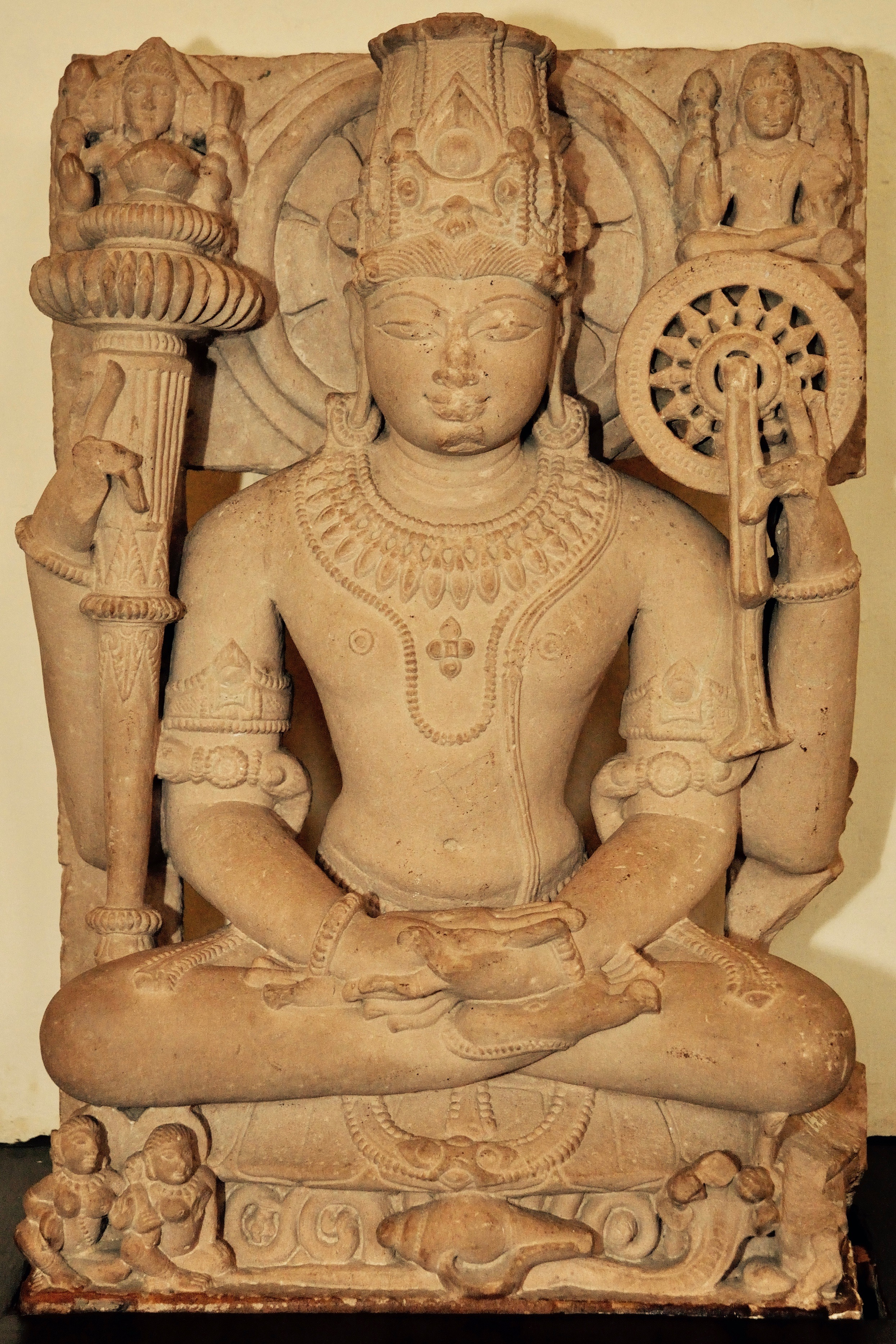
Вишну в медитативной позе вместе с фигурками айюдха-пуруш. Индия, X—XI века. Коллекция Правительственного музея Матхуры.

## Нитья-сури и айюдха-пуруша
Считается, что во всей Вселенной нет ни одного живого существа, для которого Вишну не был бы близким или хотя бы просто другом. За пределами материального мира его друзья обитают в бесконечном мире Вайкунтхи. Среди её обитателей, будь то «живые» существа или «неживые» объекты — нет ни одного, кто не был бы одушевлён. Небесный мир соткан из чистого сознания и каждый его житель — часть Вишну. От душистой гирлянды на шее Вишну до сандалий на его стопах, каждый обладает собственным живым сознанием. Вершину миров населяют духовные существа, бессмертные и вечно свободные души (нитья-сури), музыканты киннары играют чарующие мелодии, а небесные птицы гаруды — поют («Тируваймоли», стих 10.9.5). У Вишну большое число неразлучных спутников, которые повсюду его сопровождают. Наммальвар перечисляет некоторых из них: чакра, булава, меч и лук и другие.
Моя доченька, чьи волосы благоухают цветами,
Растеряла свои браслеты из ракушек из-за Маля (Вишну),
Её возлюбленного, измерившего (шагами) миры,
Тёмного, как густое облако,
Из-за него, чьи глаза яркие как лотосы.
Моя доченька растеряла своё очарование,
Из-за того, кто владеет чакрой, булавой, мечом, раковиной и луком,
Чьи губы красные и спелые как плод,
Чьи глаза яркие как лотосы,
Кто увенчан гирляндой сладко-медовой туласи.Наммальвар. Поэма «Тируваймоли», стихи VI.6.1-2

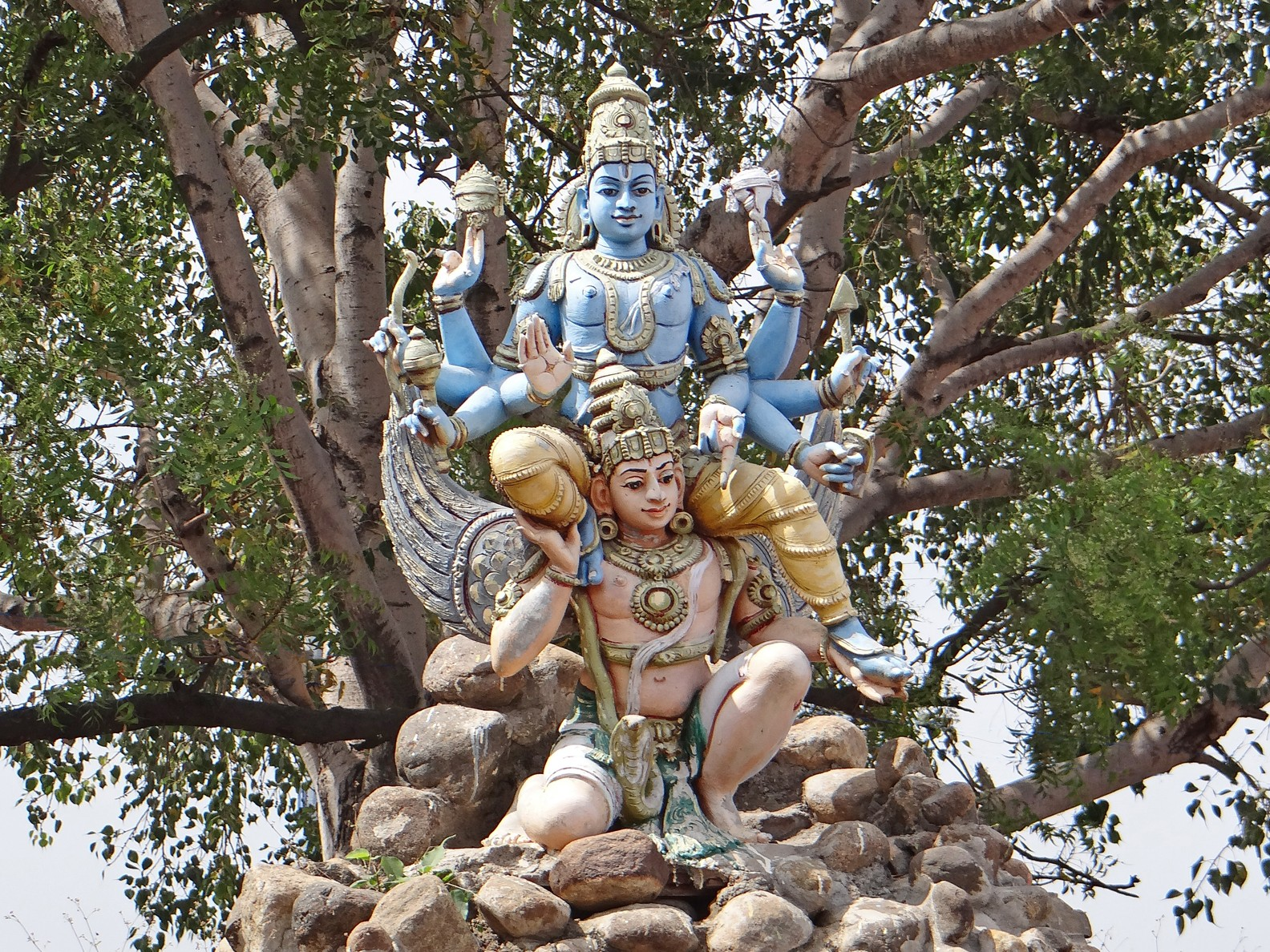
Вишну верхом на Гаруде. Амма-мандапа, на берегу реки Кавери, Шрирангам.

Для Вишну одинаково близки живые существа как верхнего, так и нижнего миров, он не проводит между ними различий. Верхом на птице Гаруде (IAST: Garuḍa) Вишну путешествует по небу. Его же изображение развевается на знамени Вишну. Это могучая птица с огромными крыльями, которая в «Ригведе» впервые упоминается как Гарутмaн (IAST: Garutmān), крылатое небесное божество. Как ездовая птица Вишну он может принимать любое обличье и проникать куда угодно. Ветер, порождаемый взмахами крыльев Гаруды, способен вращать миры. Когда Гаруда летит по небосклону, издалека видно его сияние, отчего Гаруду принимают за Солнце. «Унади-сутра» объясняет его имя корнем от глагола «говорить». Не зря Наммальвар описывал, что гаруды поют — они воспевают гимны во славу Вишну, а их голоса — священная речь. «Гаруда-пурана» отождествляет его с Ведами, чьи гимны он исполняет.

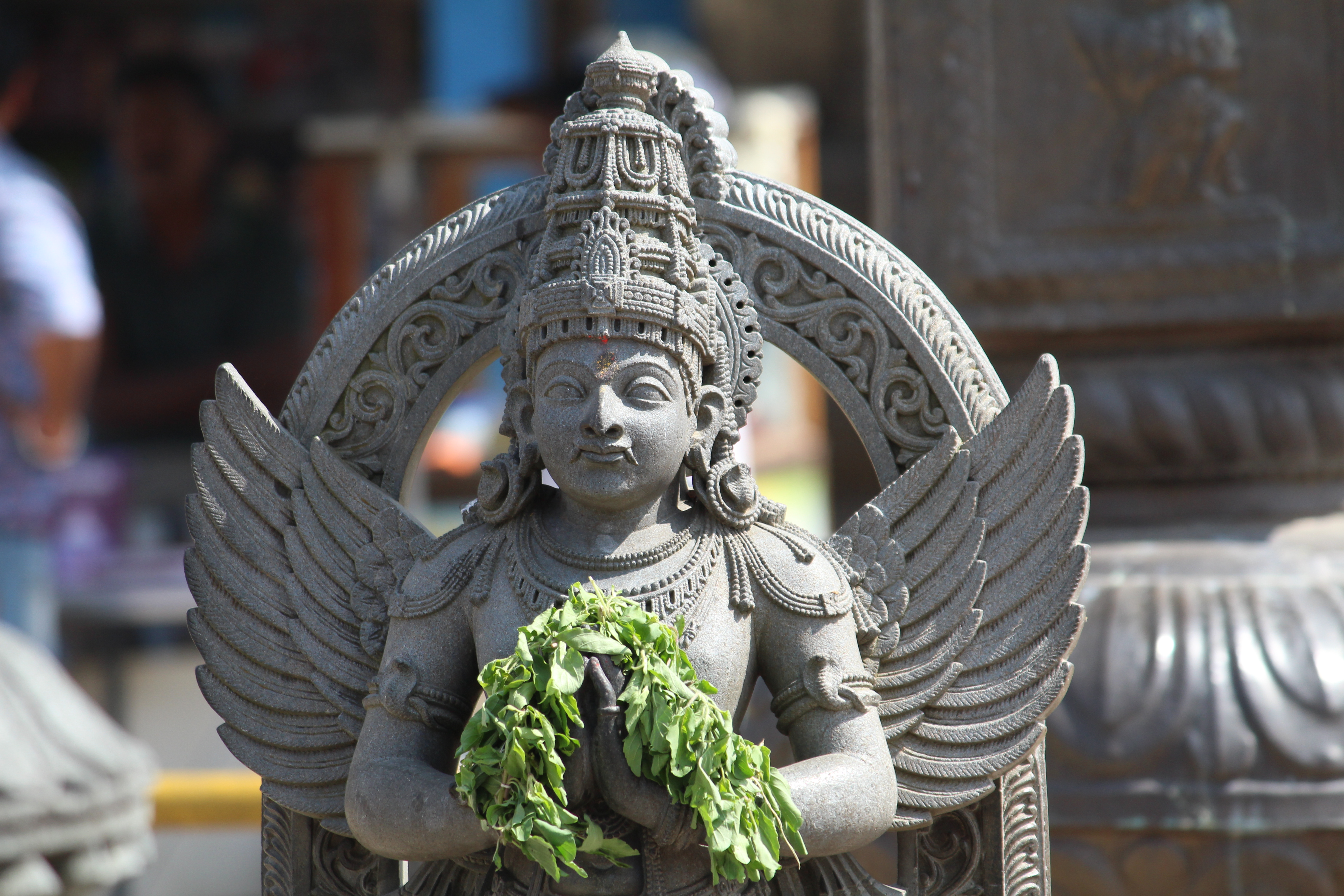
Гаруда перед входом Храм Ченнакешава с туласи в руках. Белур, Карнатака, XII век.

Рядом с Вишну находятся совершенные души, Гаруда — владыка неба и повелитель птиц. На Вайкунтхе Гаруда предстает в человекоподобном обличии с головой, крыльями и когтями орла. У него белое лицо, красные крылья и тело цвета расплавленного золота. Передними руками Гаруда держит божественные стопы Вишну или складывает их в «анджали-мудре» (молитвенном жесте), а задними держит ряд предметов. В руках Гаруды могут быть знакомые символы Вишну — сосуд с амритой, булава, раковина, чакра, меч и змея. Где бы Вишну не находился, Гаруда всегда рядом с ним. В любом храме Гаруда всегда стоит перед входом и смотрит на двери в ожидании своего повелителя. Когда в Индии проводят огненную яджну, её место иногда оформляют в образе Гаруды, чтобы он доставил Вишну подношения на небеса.
О, Господь, когда ты летишь на Гаруде, гром раскатывается по небу.
Ослепительный свет озаряет небеса, когда ты поднимаешься ввысь.
Трепет волнения охватывает Веды, Упанишады и всю Вселенную.
От взмахов крыльев Гаруды Вселенная вращается.
О, Венката Рамана, когда ты восседаешь на златом Гаруде, демоны дрожат от страха.
Их захлестывает чувство вашей бескрайней силы.Аннамайя, киртан «Itu Garudani»

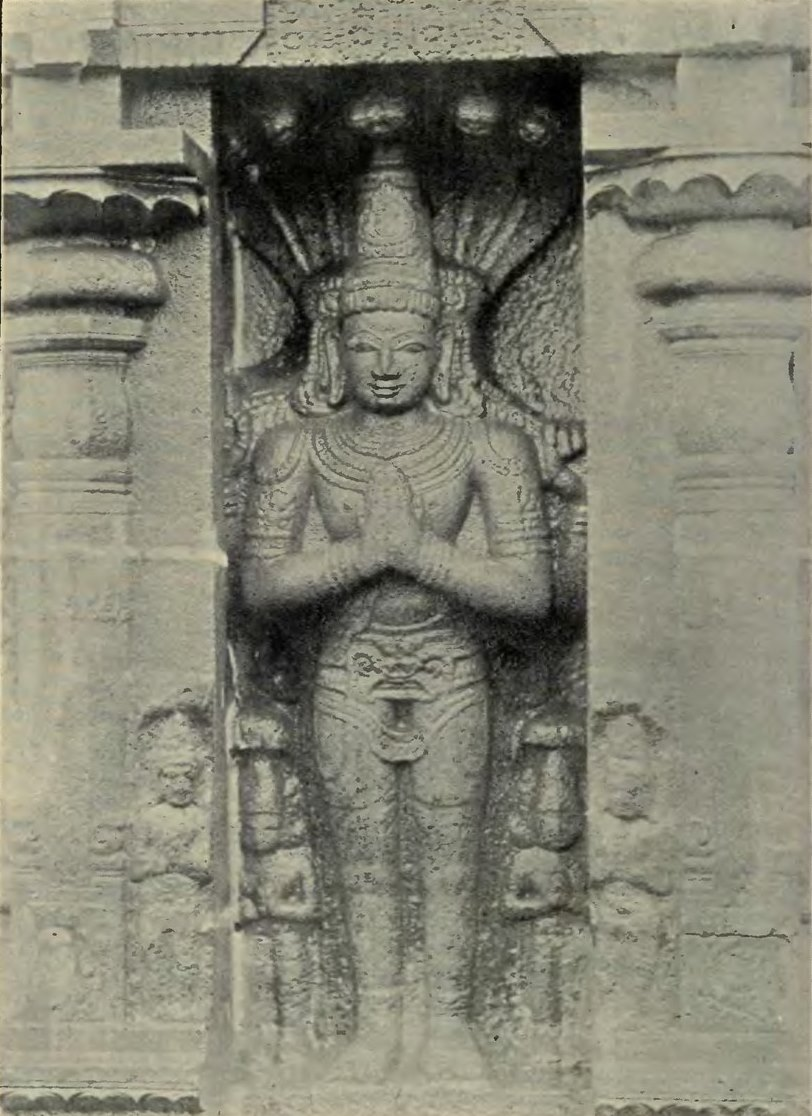
Облик Ананты на Вайкунтхе. Фотография из книги «Южноиндийские изображения богов и богинь» от 1916 года.

Рядом с Вишну лучшая душа из нижнего мира, змей Ананта (IAST: Anantā), или Ананта-Шеша. Повелитель трёх миров восседает на цветущем красном лотосе или на лотосовом троне, у него также есть ложе, сандалии и одежды, подушка и зонт от солнца и дождя. Их облик принимает один и тот же житель Вайкунтхи — Ананта. Его зовут также просто «змей» или изначальный змей: Шеша (IAST: Śeṣā) или Адишеша (IAST: Ādiśēṣa). «Вишну-пурана» говорит о нём, что Ананта родом из Паталы, нижнего мира, населенного духами (книга II, глава 5). Ананта — нитья-сури и неразлучный спутник Вишну. Когда Вишну сходил с Вайкунтхи как Рама, Ананта сопровождал его как Лакшмана, а когда как Кришна, то являлся Баларамой. Считается, что семь холмов Тирумалы, где находится самый богатый храм в мире в честь Вишну, — это ничто иное как капюшоны великого змея. По воле Вишну меняются эпохи, рождаются и исчезают миры, а Ананта остаётся неизменным. Его имя отражает божественное качество Ананты: бесконечный, безграничный, вечный или бессмертный. На Ананте Вишну отдыхает или дремлет в йогическом сне (йога-нидре). Как пел Аннамайя, «ты возлежишь на повелителе змей и сделал его своим домом». Аннамайя сравнивает Ананту с качелями, на которых Вишну раскачивается со своей супругой Лакшми.

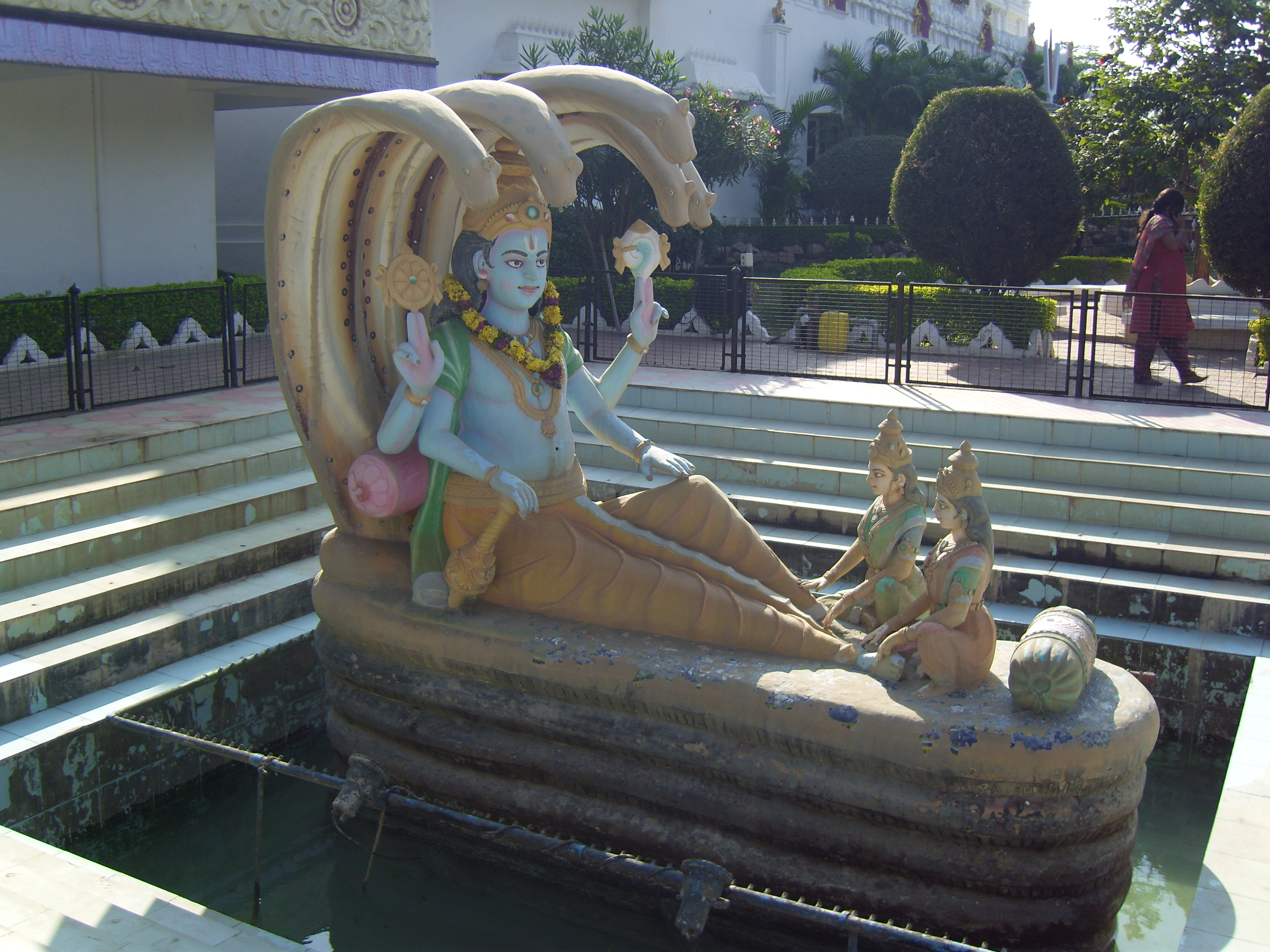
Вишну под зонтиком из Ананты. Храм Ратналаям Венкатешвары. Возле Хайдарабада (Телингана), Индия.

Ананта сосредоточен на Вишну, отчего его глаза закатываются, словно он погружен в транс. Он с легкостью принимает образ то многоголового змея, то человека, то лотосового ложа. Многоголовое тело Ананты сияет как белые горы, увенчанные пламенем. Он одет в синие одежды и украшен белым ожерельем. На Вайкунтхе в одной руке у Ананты находится плуг, а в другой — булава. Его сопровождает богиня Варуни, воплощающая пьянящий нектар бессмертия, ведь Ананта как и дар амриты, вечен. Сандаловая паста, измельченная женами божественных змей, рассеивается его дыханием и разносится ароматом по небу Вайкунтхи. Оба близких спутника Вишну, Гаруда и Ананта, являются частями Вишну, продолжением его качеств. Гаруда — быстрый, неуловимый, мужественный. Ананта — вечный, безграничный, постоянный. В «Бхагавадгите» Вишну провозглашает: «среди многоглавых змей-нагов я — Ананта» и там же — «среди птиц я — Гаруда» («Бхагавадгита», глава 10, тексты 29 и 30). На Вайкунтхе оба являются свободными душами, живущими в гармонии.
В окружении Вишну можно встретить одушевленные четыре символа Вишну — раковину, булаву, цветок лотоса и чакру. Вместе их называют «айюдха-пуруша» (IAST: Āyudhapurusha), то есть «оружие», или в более широком смысле — «принадлежности» Вишну. Когда они принимают формы предметов, Вишну держит их в своих руках. Когда они становятся одушевленными, Вишну проводит время в их компании. И то и другое — неотъемлемая часть игр в трансцедентном мире Вайкунтхи. Упоминание айюдха-пуруша впервые встречается у поэта Калидаса, творившего в VI веке. В поэме «Рагхувамша», посвящённой Солнечной династии, в которой Вишну родился как Рама, он рассказывает, о том, что спутники Вишну опекают рождение будущих героев. Три ра́ни, жёны раджи Дашаратхи, отведали прасада (благословленной пищи), после чего забеременели. В ту ночь они увидели сон, что к ним спустились молодые юноши, держащие в руках раковину, меч, булаву, лук и чакру. Это были души спутников Вишну, явившиеся заботиться о царевнах. Во сне рани увидели несущего их в небеса Гаруду, чьи взмахи золотых крыльев рассеивают дождевые облака. Богиня Лакшми с драгоценным камнем Каустубха на шее овевала их цветком лотоса, словно они были её невестками. Семь мудрецов Брахмы, приняв омовение в небесных водах, почтили их ведическими гимнами. Узнав о снах супруг, Дашаратха понял, что Вишну лично родится в его семье («Рагхувамша», песнь 10, стихи 60—64).
В руке Вишну держит распустившийся цветок лотоса. Растущий в водах лотос, называемый в Индии «па́дма» (IAST: Pādma), воплощает его божественную чистую красоту. Наммальвар пел:
Он счастлив в Тирумокуре (храм возле Мадурая), пребывая там всегда,
Среди пышных полей и лотосовых прудов.
Он единственный путь, Каламегхашьям (имя Вишну в храме),
Темный, как грозовые тучи,
С распущенными волосами, лотосовыми глазами и красными губами,
Чьи четыре сильные руки одолевают недругов.Наммальвар. Поэма «Тируваймоли», стих X.1.1

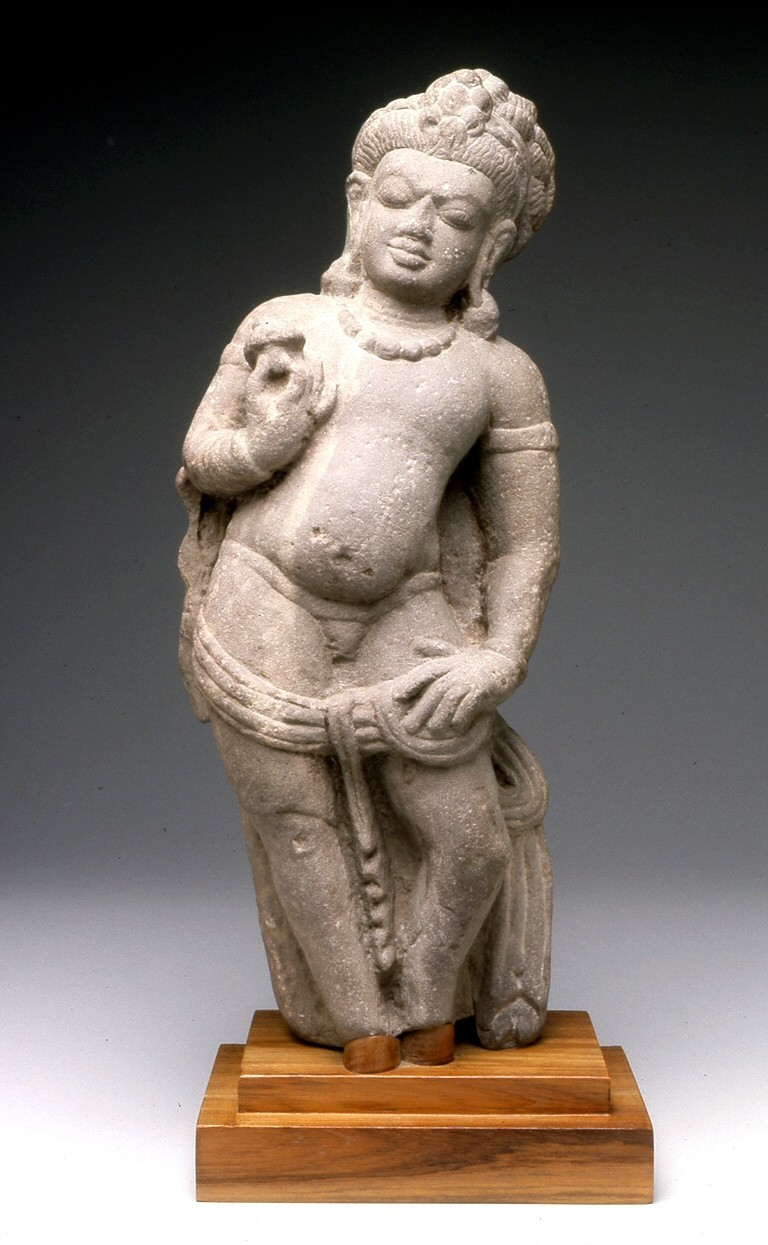
Падма-пуруша с цветком лотоса в руке. Фигура из песчаника. Индия, VII век. Коллекция Художественного музея Уолтерса.

Вайшнавы говорят о нём: лотосовый Господин. Лотос — отражение красоты, объяснение которому дано в Упанишадах. Цветок растёт в прибрежной грязи и проходит сквозь толщу воды. Затем он достигает поверхности и расцветает. Вода, из которой растёт лотос, не касается цветок, точно так же как несовершенство не затрагивает Высшую душу. Красота окружает Вишну как аромат окутывает благоухающий цветок. У него лотосные стопы, прекрасные как лотосы глаза, из его пупа произрастает цветок лотоса с Брахмой. Сам Вишну вместе с богиней Лакшми отдыхает в красоте, воплощённой в гигантском лотосе. «Вишну-сахасранама» «купает» его в лотосовых именах — он и Пушкаракша (лотосоокий), и Пундарикакша (с глазами подобными лепесткам лотоса), Падманабха (живущий в сердце лотоса), и Падми (держащий в руке цветок лотоса). На Вайкунтхе его красота выглядит как одушевленный лотос. Он предстает полным юношей Падма-пурушей, чьё тело отражает его достаток. У него пухлые чувственные губы и большие глаза, похожие на спелые бутоны. В руке он держит свою земную форму — цветок лотоса.

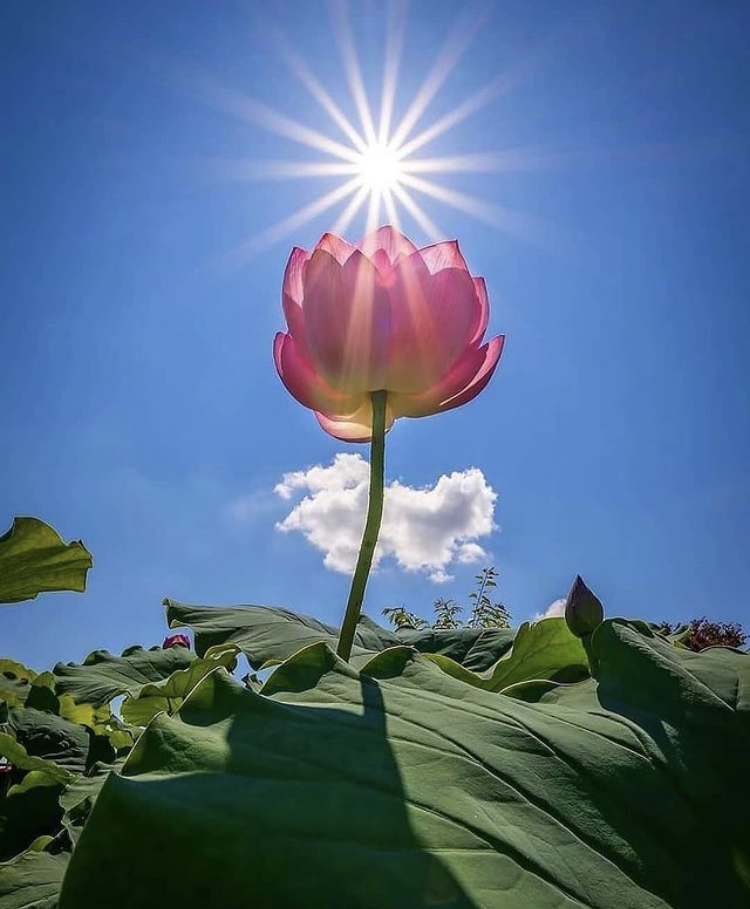
Великолепный цветок растёт в мутной воде, но она его никак не затрагивает его чистоту и красоту.

Лотосовые глаза Вишну обладают нескончаемой красотой. Его взгляд прекраснее Солнца и Луны, с которыми он часто сравнивается. Звёзды ждут своего ночного часа, чтобы получить даршан (лицезрение) Вишну. Взгляд лотосных глаз исполнен милосердия и дарит благословение. Увидеть Вишну — одно из священных действий, равноценное получению его милости. Божественный взгляд дарует блага, в которых преданные Вишну нуждаются, ища его взгляд. Аннамайя пел, обращаясь к дремлющему Вишну: «открой прекрасные глаза, чтобы мир стал счастливее». Нитья-сури томятся ожиданием между Лунами, чтобы лицезреть его лотосовую красоту. Аннамайя живописует: «рассвет растекается по горизонту, в ранний час боги и мудрецы у твоих стоп, они жаждут, что ты медленно откроешь лотосоподобные глаза». Утро наступает, когда Воплощение любви открывает лотосовые глаза. Альвар Тирупанна говорил о них как об огромных, в бездонном очаровании которых можно утонуть. Его взгляд озаряет и наполняет Вайкунтху красотой. Небесный мир освящает не Солнце — его озаряет божественная красота. Лица нитья-сури расплываются в блаженных улыбках, завидев его свежий как утренняя прохлада лотосовый облик.

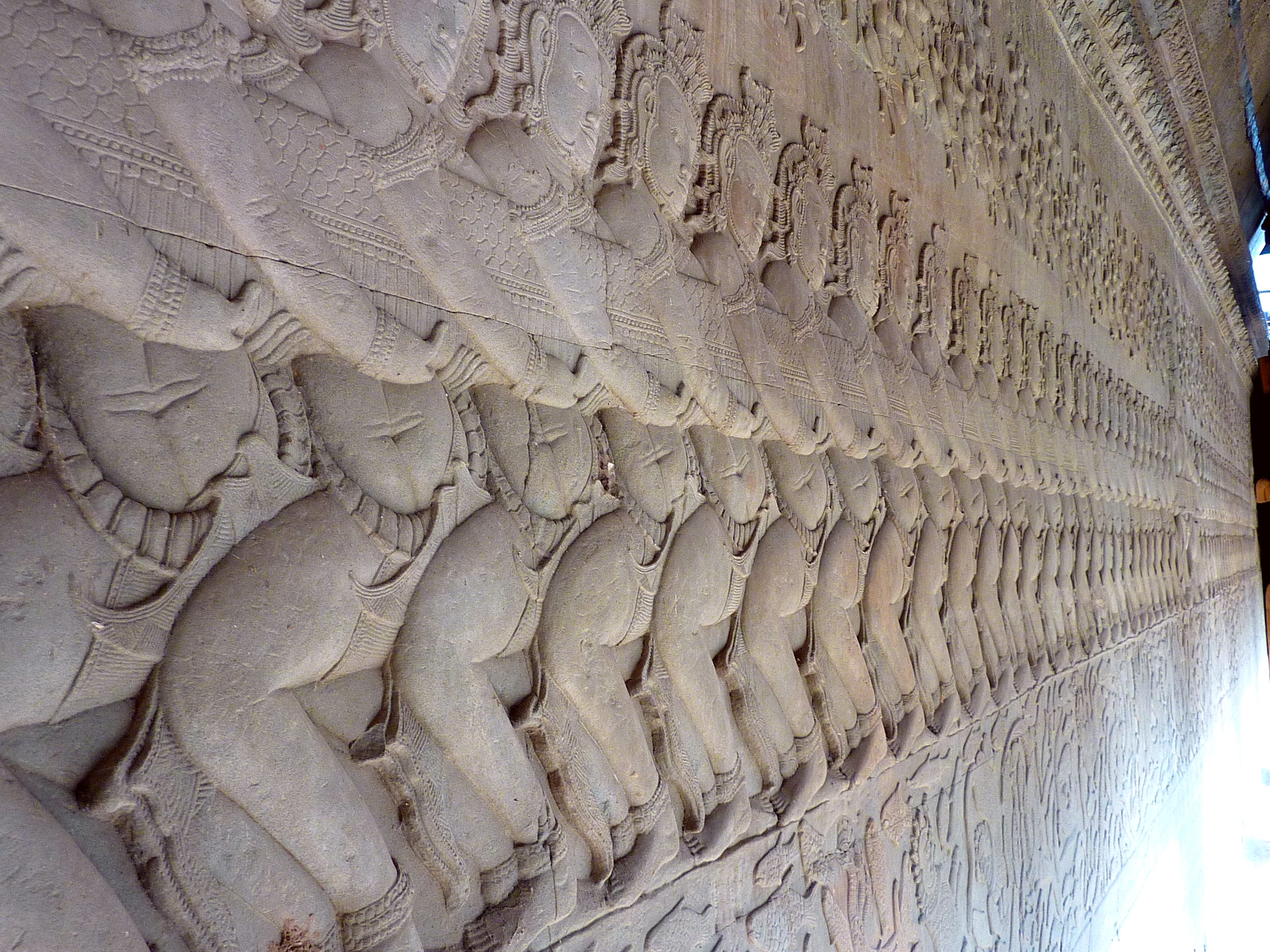
Вишну с лёгкостью удерживает гору Мандара, которую бессчетное число богов и демонов еле могут сдвинуть с места. Барельефное панно «Пахтанье Молочного океана», Храм Ангкор-Ват, Камбоджа, XII век.

В руке у Вишну можно увидеть булаву, которую в Индии называют «гада» (IAST: Gadā). Булава — оружие героя. Когда Вишну приходил под именем Кришны, его булаву звали «Каумодаки». Она упоминается в «Махабхарате», где булаву дарит Вишну бог морей Варуна. Булава воплощает «махат» (Mahat) — его силу, мощь и величие. У Вишну сильные руки, чья мощь превосходит легионы армий. Вишну поднимает гору Мандару, чтобы добыть амриту, и останавливает потоп, спася богиню Земли. В мире нет никого, кто был бы сильнее Правителя трёх миров. Наммальвар о нём говорил: «(в жизни) нет другой цели, как оказаться в сильных руках Господа, которыми он давным-давно победил недругов своих преданных» и «стопы моего Господина — моя крепость» («Тируваймоли», стихи 10.1.1 и 8.4.5). Вишну правит во Вселенной силой любви. Он хранит, заботится и сберегает своих преданных. На Земле Вишну проявляет даже больше заботы о душах, чем на Вайкунтхе, жители которой ни в чём не нуждаются.

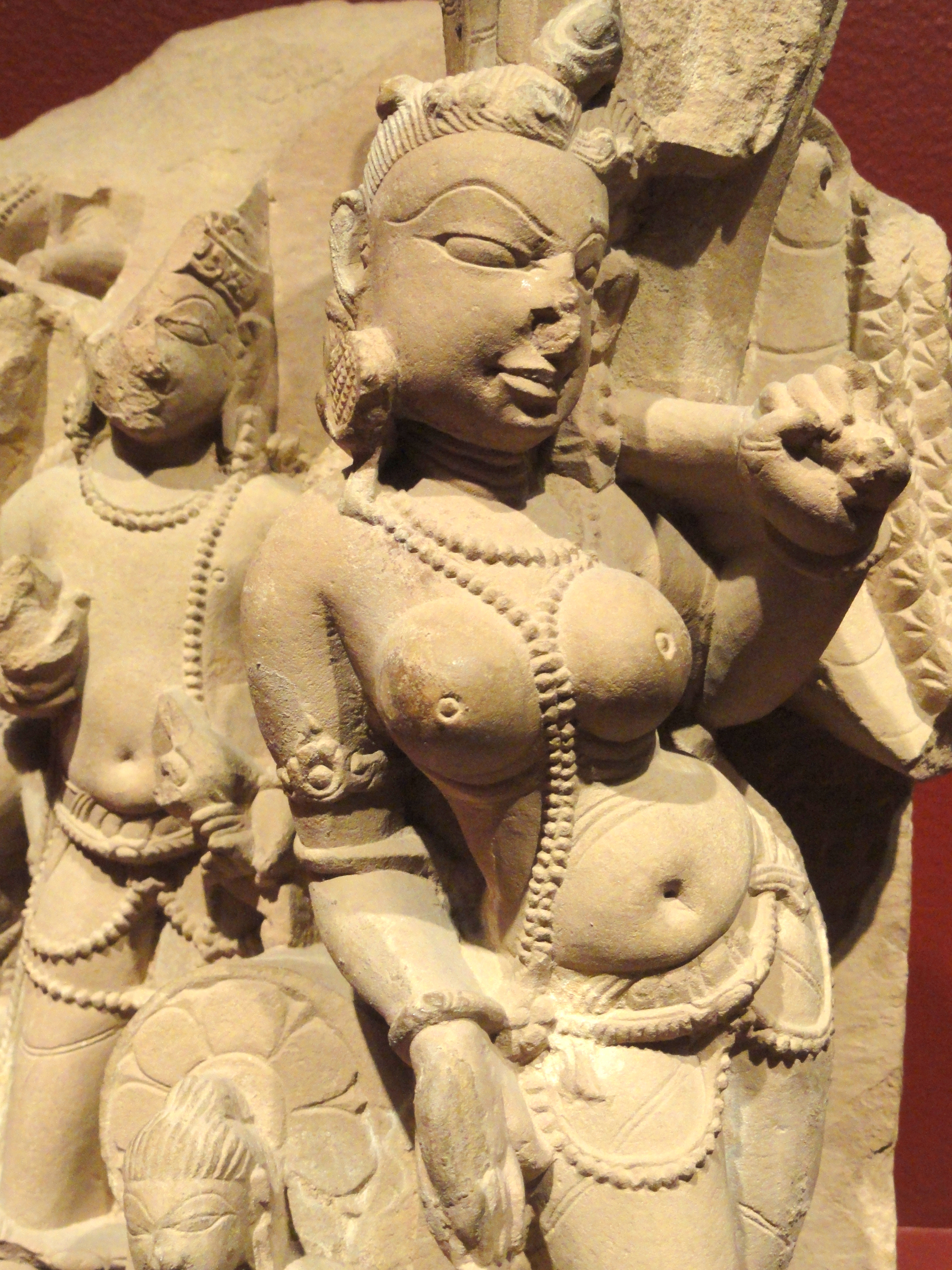
Гада-деви. Фигура из песчаника, Индия, между X и XI веками. Коллекция Художественного музея Сан-Диего.

На самой Вайкунтхе сила Вишну предстает очаровательной богиней Гада-деви. У неё золотистый оттенок тела и тонкая талия, приятная внешность и лотосоподобные глаза. Богиня одета в красные одежды, её украшают драгоценности. От Гада-деви исходят лучи, которыми она озаряет небо Вайкунтхи (Сатвата-самхита, тексты 13.11-12). Гада-деви — воплощение силы любви Вишну. В руках у неё отнюдь не булава — Гада-деви с любовью овевает Вишну и его преданных опахалом. Правая рука Высшей души покоится на её голове. Сила любви Вишну следует за душами, где бы они не находились и какими бы они ни были. За потерявшимися душами он приходит как пастух за заблудшей коровой. Воплощение любви присматривает за ними как заботливый земледелец — за своим урожаем. Он опекает души как родители лелеют новорождённых младенцев. Сила любви Вишну превосходит любовь миллионов матерей и отцов. Аннамайя пел: «Беременная мать не досадует на своего ребёнка в утробе, даже если он доставляет её неприятности. Она носит его со всей любовью. Вишну же носит в себе всех живых существ, что можно сказать о его любви?!». Сила любви защищает преданных в земной жизни и после неё. Где бы ни были души, в огне или воде, на земле или в воздухе, своим словом, силой, теплом, красотой и любовью Вишну дарует небеса («Тируваймоли», стих 1.1.11).
Супруг богини Земли защищает нас, где бы мы ни были на Земле.
Возлежащий в бескрайнем океане спасает нас на воде.
Верховный повелитель яджны оберегает нас от огня.
Защитник Анджанейи, сына бога ветра, сохранит нас от ветра.
Перешагнувший небо позаботится о нас даже на небесах.
Господь Вишну — наш единственный защитник во всей Вселенной.Аннамайя, киртан «Adimoola maina»

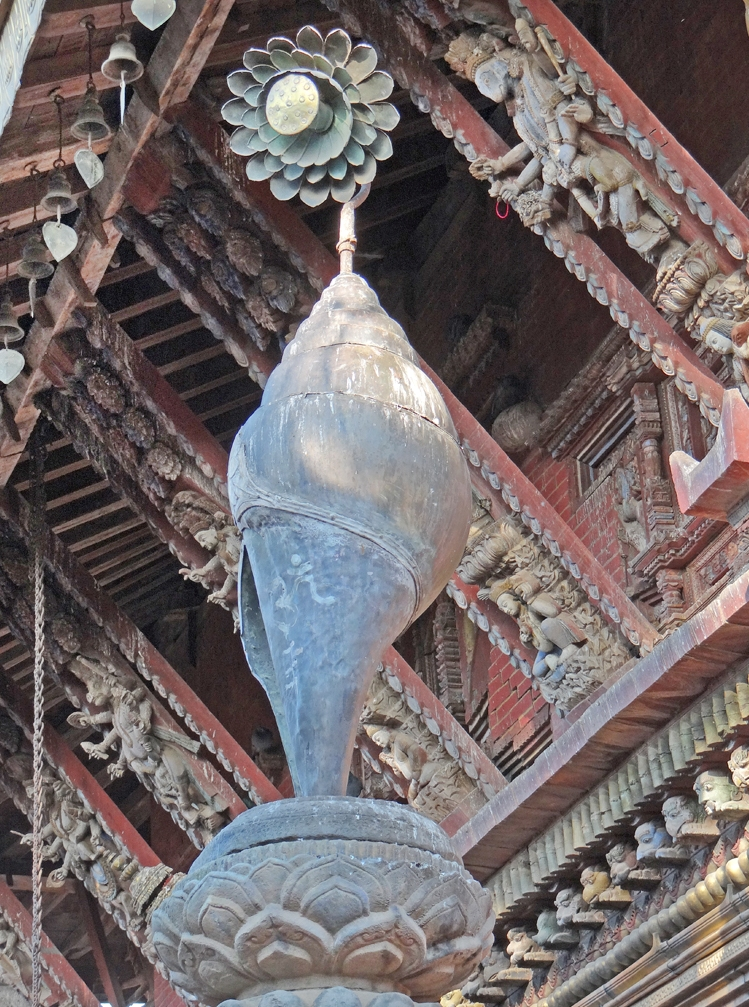
Раковина Вишну на колонне в храме Чангу Нараян. Чангунараян, Непал, XVII век.

В одной из рук Вишну держит священную морскую раковину. В Индии её зовут санскритским словом «шанкха» (IAST: Śāṅkha), а в среде тамилов — «чанку» (IAST: caṅku). Раковина с отпиленным концом служит музыкальным инструментом. Её громкий звук возвещает в храме о начале дня, в неё трубят на поле брани. Вишну трубит в раковину, её божественный голос созвучен «нада-Брахма», звуку дыхания Вишну. Создавая миры, Вишну вдыхает в них жизнь, звук его дыхания (пранава, первичный звук «ОМ») распространяется, расширяя пространство. «Каушитаки-упанишада» разъясняет, что раковина в божественных руках — прана, дыхание жизни. Священная раковина открывает пространство жизни. В неё трубят, знаменуя события: на пудже, призывая внимание Вишну, на свадьбе в честь новой семьи, при закладке дома и на похоронах, когда душа покидает телесные одежды.
О происхождении раковины Вишну, которую зовут «Панчаджанья» (IAST: Pāñcajanya) рассказывает несколько историй. «Сканда-пурана» упоминает, что Панчаджанья родился при пахтании молочного океана (главы 4 и 12). В «Брахма-пуране», «Бхагавадгите» и «Хариванша-пуране» Вишну, спустившийся на Землю как Кришна, спасает мальчика, унесенного демоном Панчаджаньей на дно океана. В глубине он спрятался в раковине, однако это его не спасло. Разделавшись с демоном, Кришна оставляет себе его дом в качестве боевой раковины («Брахма-пурана», глава 86; «Бхагавадгида», текст 1.15; «Хариванша», глава 33). Услышав звук раковины, нечестивые становятся смиренными. У раковины Вишну есть ещё одно собственное имя — «Валампури» (IAST: Valampuri), поскольку она закручивается вправо («валам», по часовой стрелке), а не влево. Раковины, закручивающиеся против часовой стрелки, зовут «идампури» (IAST: iṭampuri).

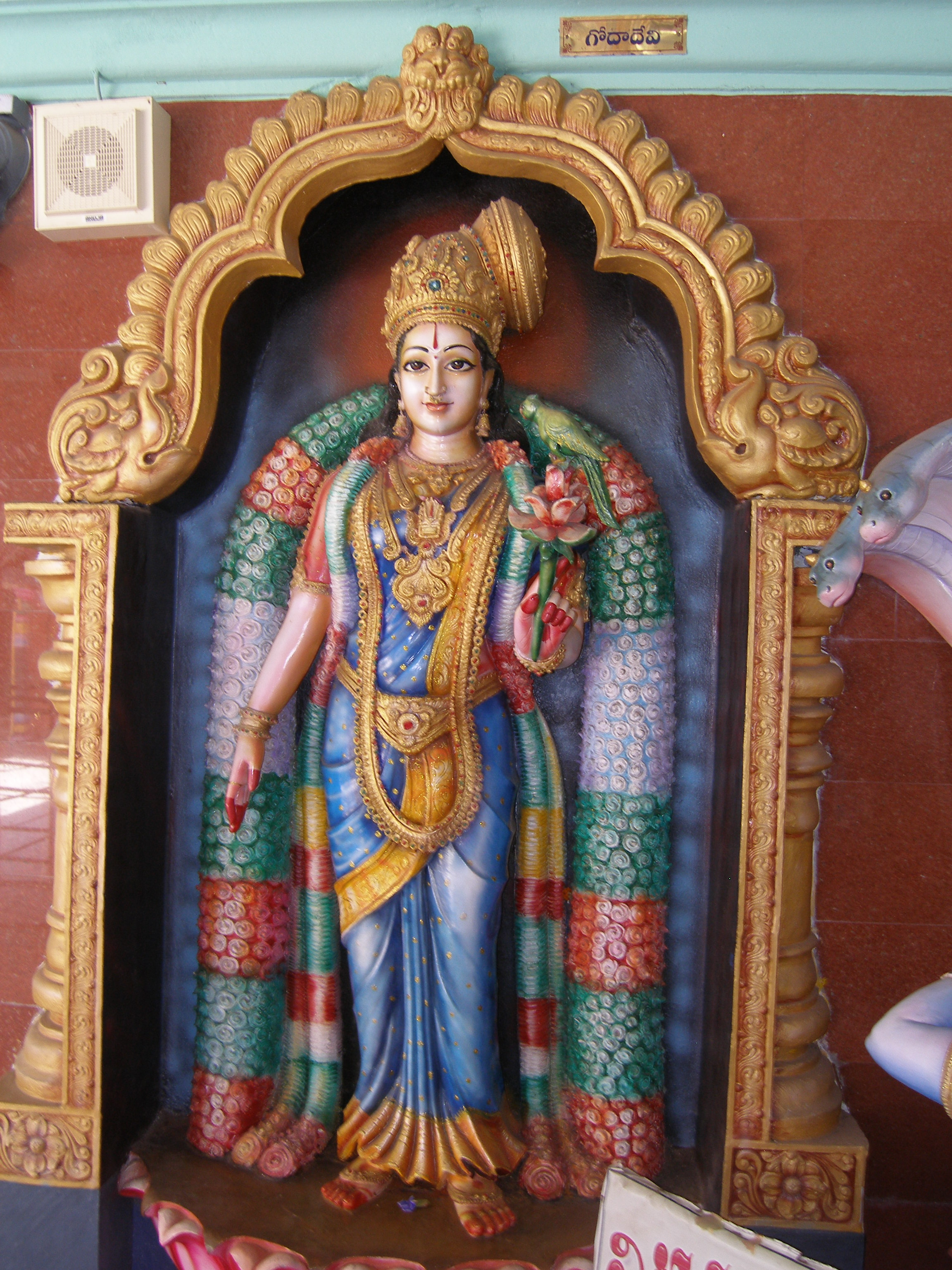
Андаль, воплощение Бху-деви. Храм Нараяна-Тирумала, Шрикакулам (Андхра-Прадеш).

На Вайкунтхе душа раковины выглядит юношей с белой кожей, сияющей как полированный жемчуг. У него красивые глаза, которыми он взирает на своего повелителя. Трубя в священную раковину, Вишну вдыхает жизнь в души и наделяет жизнью миры. Невозможно быть ближе к Вишну, чем его раковина, которую он касается губами. Как его часть Панчаджанья неотделима от Вишну и всегда рядом с ним. Один из ачарьев шри-вайшнавизма Перияваччан Пиллаи, живший в XIII веке, пояснял, что души жаждут наслаждаться сладостью губ Вишну как его Панчаджанья. Дыхание Лотосоокого подобно амрите — блаженству, к которому тянутся души. Голосом девушки вторит Наммальвар, произнося слова любви: «Тебя не было весь день… Вечер бредёт, словно бродячий слон… ветер несет жасмина аромат, рождая во мне чувства. Прижми же мою красивую грудь к своей сияющей груди, подари мне нектар поцелуя своих уст! Укрась мою скромную голову своими лотосовыми руками, украшенными браслетами с драгоценными камнями!» (Тируваймоли, стих 10.3.5). Любовь — экстаз души, как «пища» раковины — нектар из уст того, кто охватил собой три мира. Её дом и прибежище — надежный Хранитель миров, как тёмная рука Вишну — постель для Панчаджаньи. Она погружается в сладостное забытьё, когда Вишну играет на ней, наполняя красками чувств как он заполняет раковину своим дыханием.
Несколько стихов Панчаджанье посвятила единственная женщина среди альваров, Андаль, жившая в VII веке. Ей принадлежит поэма «Песнь девушки» («Начиар Тирумоли», «Nācciyār Tirumoḻi»), состоящая из четырнадцати десятистиший. Песнь Андаль занимает особое место в творчестве альваров. Хотя альвары восхваляют символы Вишну в стихах, Андаль была единственной, кто сочинил про его раковину. Панчаджанье посвящено два десятистишия, — «Песня белой раковины» и «Песня браслетов из ракушек», — как символу Вишну и как украшению, как знаку союза (раковине) и разделения (браслетам из ракушек). Панчаджанья особенно близка Вишну, ведь он касается её губами и не отсылает выполнять поручения как чакру, раковина всегда при нём. Андаль обращается к Панчаджанья, желая узнать, каковы на вкус губы Вишну. Накануне Андаль приснилось, что она замужем за повелителем Тируварангама (Шрирангама). Проснувшись, она как гром среди ясного неба обнаружила, что его рядом нет. Перемешивая образы, Андаль сравнивает раковину Вишну и свои браслеты из ракушек. Подаренные влюбленными и мужьями браслеты носят девушки, а у Андаль их нет: она страдает от одиночества. Андаль игриво спрашивает: раковина в руке Вишну ему столь дорога, но разве не дороже её браслеты из ракушек (одиночество)? Отказавшись от еды и сна, она ждет его, повторяя обещание тёмноликого: «Тех, кто меня любит, я буду любить сильней стократ..».
| Они пахнут камфарой? Благоухают как лотос? Или кораллово-красные сладки на вкус? Не терпится мне познать вкус губ Мадхавы, сломавшего бивень слона. Прекрасная добродетельная раковина! Ты родилась в океане и выросла на теле Панчаджаньи. И все же, ты говоришь, твой дом — Рука Господина, вышедшего из вод потопа. Теперь твое величественное звучание усмиряет нечестивых демонов. | О, Панчаджанья! Сколь много других обитали с тобой в океане, Оставшись безвестными и невоспетыми. Лишь ты упиваешься нектаром сладких губ Мадхусудханы. Великая и чудная раковина! Шестнадцать тысяч красавиц смотрят Как ты пьёшь нектар из губ Мадхавы. Если ты не поделишься своим сокровищем, Как им не поссориться с тобой? |

Рядом с Вишну души не знают забот. «За границами понимания и свободный от скверны, распускающийся и цветущий, за пределами мимолётных чувств, Ты — чистое блаженство. Нет никого похожего на тебя, ни в прошлом, ни настоящем, ни будущем. Ты — моя жизнь! Нет никого выше тебя…», — пел альвар («Тируваймоли», стих 1.1.2). У спутников Вишну и его айюдха-пуруш нет причин покидать благословенную Вайкунтху. И всё же с небесного мира они спускаются для участия в играх Вишну на Земле или по его желанию для выполнения миссий. На Земле нитья-сури принимают человеческое обличье, однако их нетрудно отличить по беззаветной любви к Вишну, которую они распространяют вокруг себя. Все известные вайшнавы, от альваров до ачарьев, почитаются как воплощение приближённых Вишну. Когда нитья-сури принимает человеческий облик, считается, что Высшая душа входит («правеша») в тела, отчего их называют «ану-правеша-аватарами». Основатель северной школы ведагалаи Венкатанатха объясняет, что альвары являются воплощениями Вишну и сравнивает их с облаками, собирающими воду из океана и рассеивающих живительную влагу среди остальных душ.
| Воплощение   | Спутник              | Воплощение     | Спутник              |
| ------------ | -------------------- | -------------- | -------------------- |
| Андаль       | Бхуми                | Пей            | Меч Нандака          |
| Аннамайя     | Меч Нандака          | Перияльвар     | Птица Гаруда         |
| Бхутам       | Булава Каумодаки     | Пойгай         | Раковина Панчаджанья |
| Венкатанатха | Колокольчик          | Рамануджа      | Змей Ананта          |
| Кулашекхара  | Камень Каустубха     | Тирумажисей    | Чакра Сударшана      |
| Мадхуракави  | Птица Гаруда         | Тирумангай     | Лук Шаранга          |
| Наммальвар   | Хранитель Вишваксена | Тирупанна      | Знак Шриватса        |
| Натхамуни    | Слон Гаджа           | Тондарадипподи | Гирлянда Виджаянти   |

## Чакра Сударшана

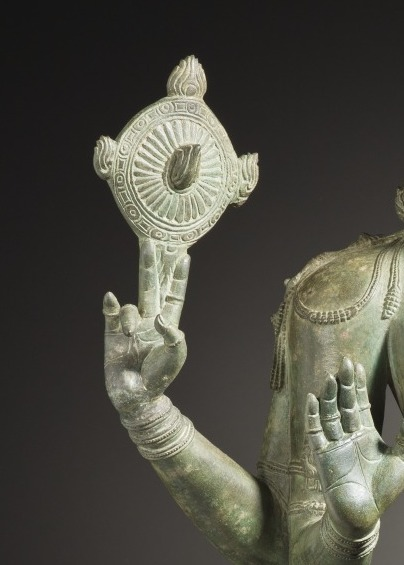
Чакра в руке Вишну. Индия, XIII век. Коллекция Музея искусств округа Лос-Анджелес.

Последний из главных айюдха-пуруш Вишну — чакра по имени Суда́ршана (IAST: Śudarśana Chakra). В отличие от других спутников Вишну, ему посвящены стихи, мантры, храмы, ритуальные практики и даже «Сударшана-сахасранама» (тысяча имён Сударшаны). Чакра — неотъемлемая часть прекрасных качеств Вишну. Когда он нисходит с Вайкунтхи на Землю, чакра обретает форму стремительно вращающегося блистательного диска. Сударшана буквально означает «диск истинного лицезрения (Бога)». Она подобна Солнцу, у неё слепящий блеск и неустанное движение.
Божественная чакра настолько широко почитается, что преданные желали видеть её во множестве традиций. В «Махабхарате» и ряде пуран рассказывается, что, снизойдя на Землю под именем Кришны, Вишну получил чакру от бога огня Агни («Махабхарата», текст 1.216.21). Другая история гласит, что Сударшану выковал божественный ремесленник Вишвакарман («Вишну-пурана», тексты 3.2.8—11; «Маркандея-пурана», тексты 108.1—3, «Матсья-пурана», тексты 11.27—29). Наконец, «Шива-пурана» (текст 2.5.24) и поздний фрагмент, добавленный в «Махабхарату» (текст 13.14.54), рассказывают, что Сударшану подарил Вишну Шива.

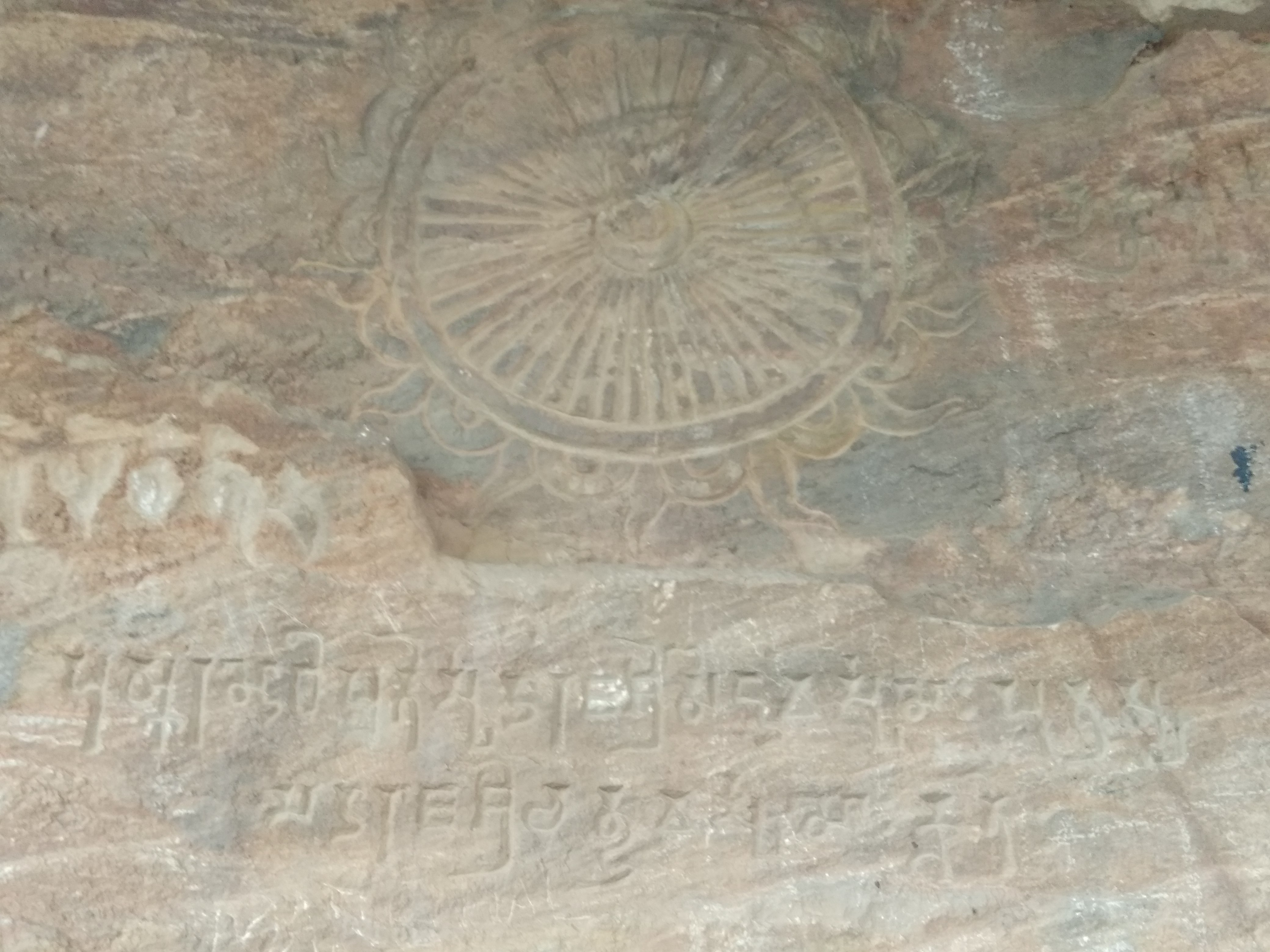
Чакра Вишну на стене храмовой пещеры на горе Шушуния. Западная Бенгалия (Бангладеш), II век.

Индивидуальное почитание Сударшаны началось задолго до возникновения шри-вайшнавизма. Найденное в области Гая каменное мурти танцующего Сударшаны датируется VI или VIII веком. Его воспринимали как живой свет Вишну, благодаря чему обращение к душе Сударшаны, чакра-пуруше, на севере и востоке Индии стало традиционным уже при династии Пала до X века. Примером является небольшой Храм Сурья-Нараяны на месте ритуального купания возле Хампи. Хотя, как следует из названия, божеством храма является Сурья-Нараяна, в святилище находится шестнадцатирукий Сударшана. Рамануджа особенно любил Сударшану, после него почитание чакры с XI века стало общераспространённым. Первые художники представляли Сударшану просто как колесо с шестью или восемью спицами. При Гуптах к нему обращались как к божественной душе. Это айюдха-пуруша с двумя, восемью, шестнадцатью или шестьюдесятью четырьмя руками. Его образ располагается внутри шестиугольной янтры (геометрической формы мантры). Вокруг янтры находится огненный диск со 108 языками пламени. Изображения огненной чакры с языками пламени стали классическими в Южной Индии конца виджаянагарской эпохи. С обратной стороны может располагаться Нарасимха (такие образы называют «Сударшана-Нарасимха»).

Шестнадцатирукий Сударшана возле священного пруда Нарасимхаганта. Тирупати, между XVII и XVIII веками.
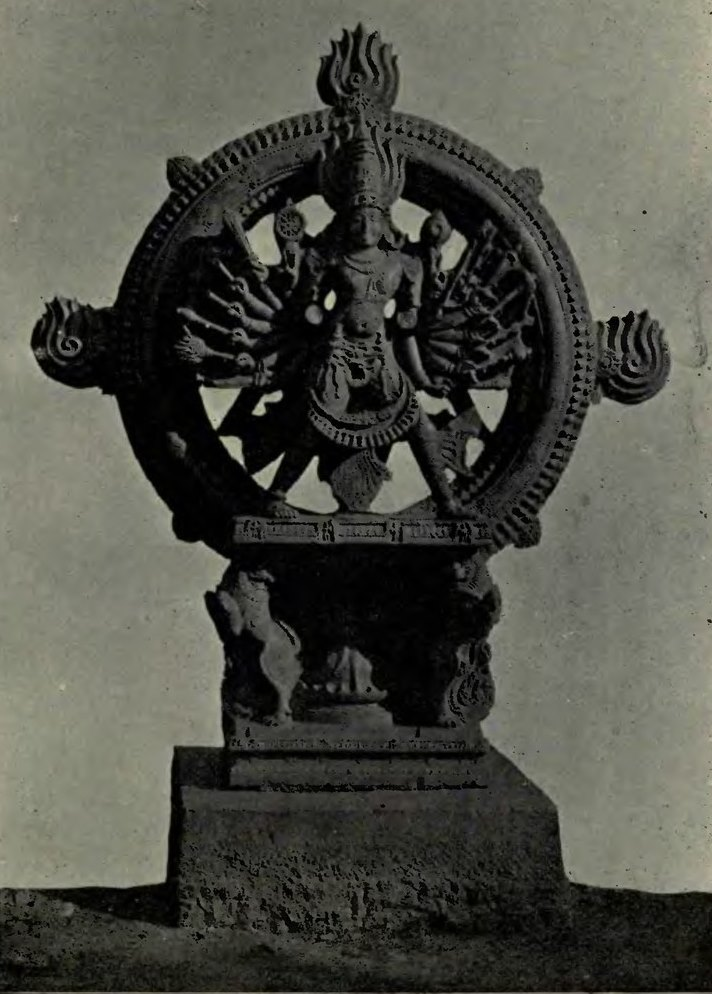
Передний вид
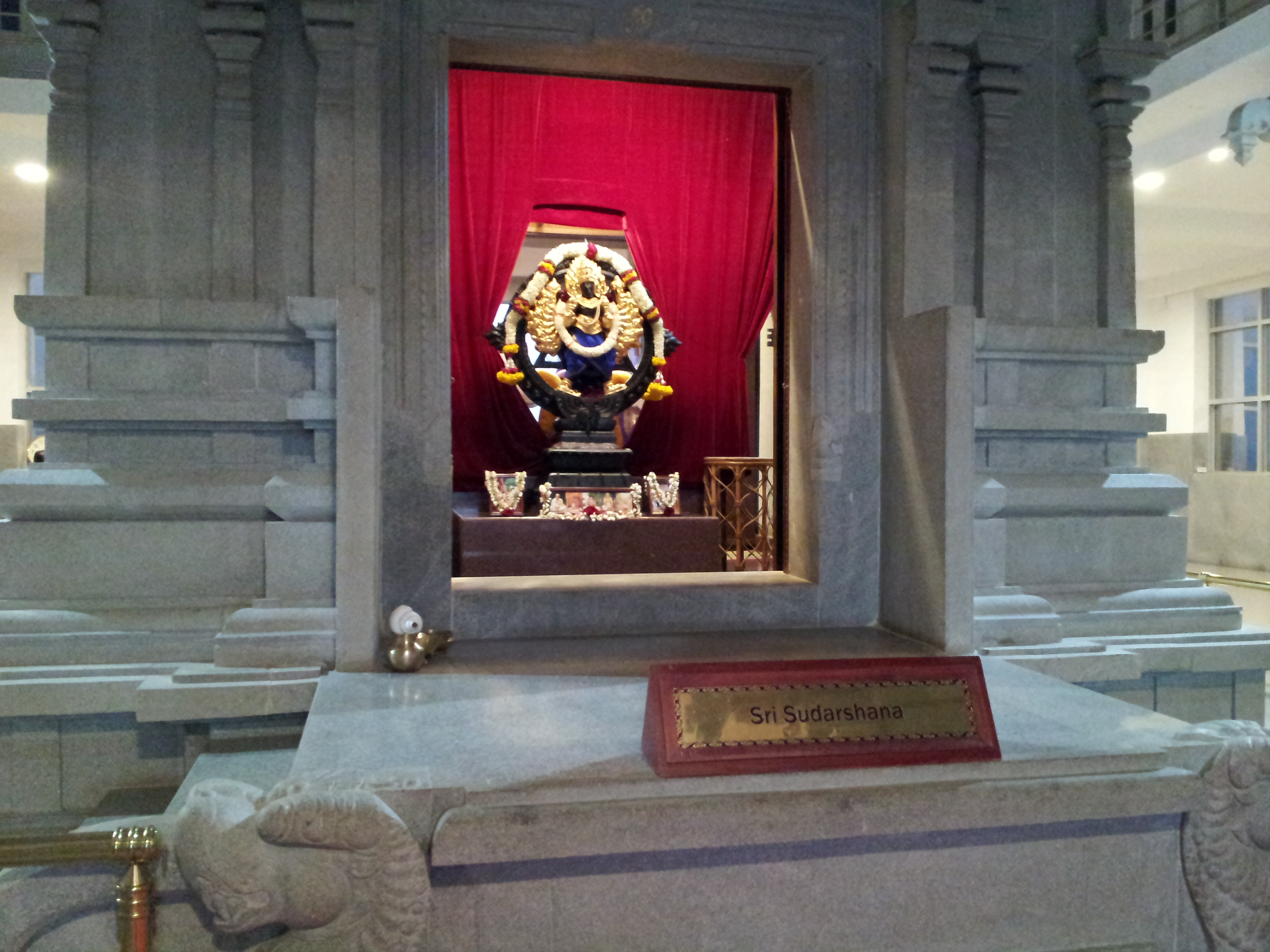
Отдельное святилище в честь Сударшаны
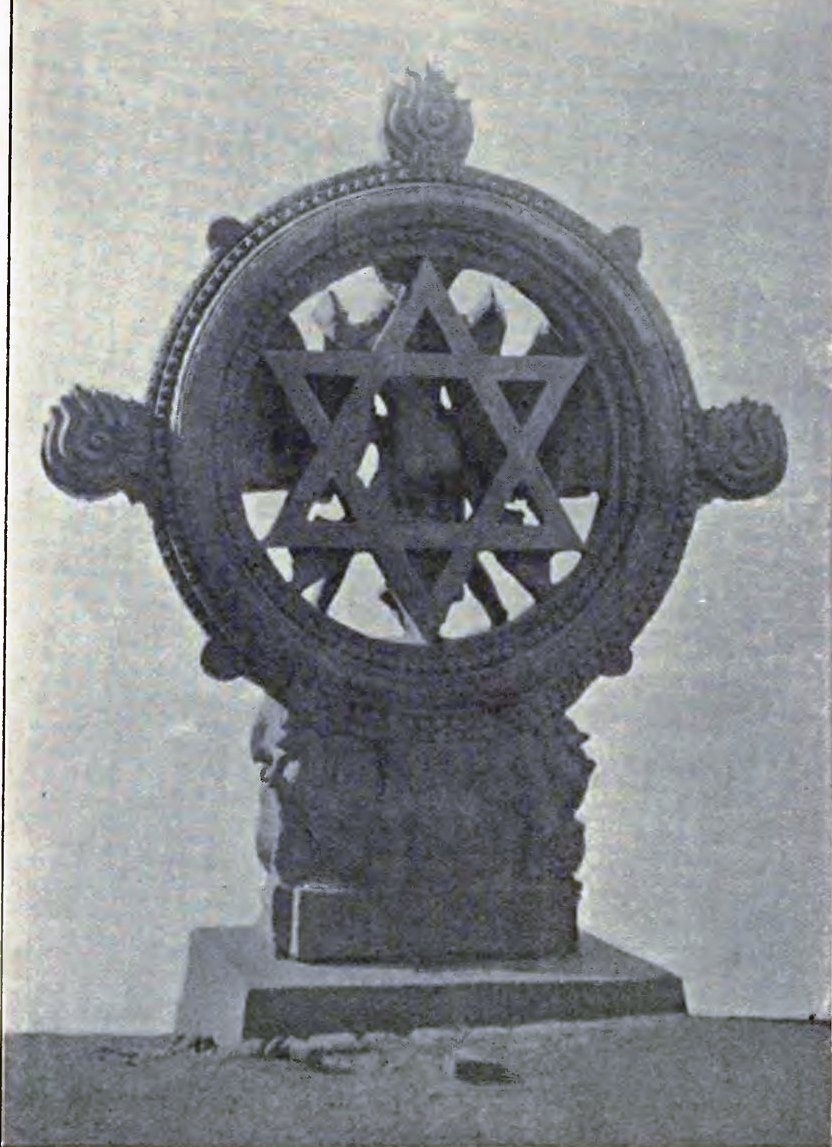
Обратный вид

Чарующую природу света в божественной руке Вишну раскрывает его описание. «Вишну-дхармоттара-пурана» говорит о нём как об очаровательном молодом человеке. На Вайкунтхе Сударшана — это Сударшана-пуруша, воплощение времени любви. Юный Сударшана вне времени и вечно молод. Это миловидный юноша с двумя руками в жёлтом одеянии из ослепительного великолепия. У него округлое тело, покрытое всевозможными украшениями. Его прекрасные томные глаза поглощают Повелителя времени. Его жизнь — бесконечный танец, меняющий день на ночь, а зиму на лето. У него быстрая поступь, а лёгкая походка сказочно красива. В руках юного Сударшаны опахало-чамара, приносящее прохладу Вишну и его окружению. Вишну нежно держит свою левую руку на его голове. Пурана перечисляет божественные качества Сударшаны. Он «круглый» и бесконечный, быстрый как бог ветра Вайю. Танец превращает юного Сударшану в ось Вселенной, яркую и быструю как молния, отчего чакру называют «Ваджра-набха». Широко распахнутые глаза чувственно созерцают мир. Пурана сравнивает его с «Кала-чакрой» (колесом времени) и «Джагат-чакрой» (осью миров) . «Ахибудхнья-самхита» говорит, что колесо времени Сударшана пронизывает Вселенную словно «нить проходящая сквозь жемчужное ожерелье». В Сударшане одновременно сливаются неуклонная воля Вишну (IAST: saṃkalpa), и сила его действия (IAST: kriyāśakti).

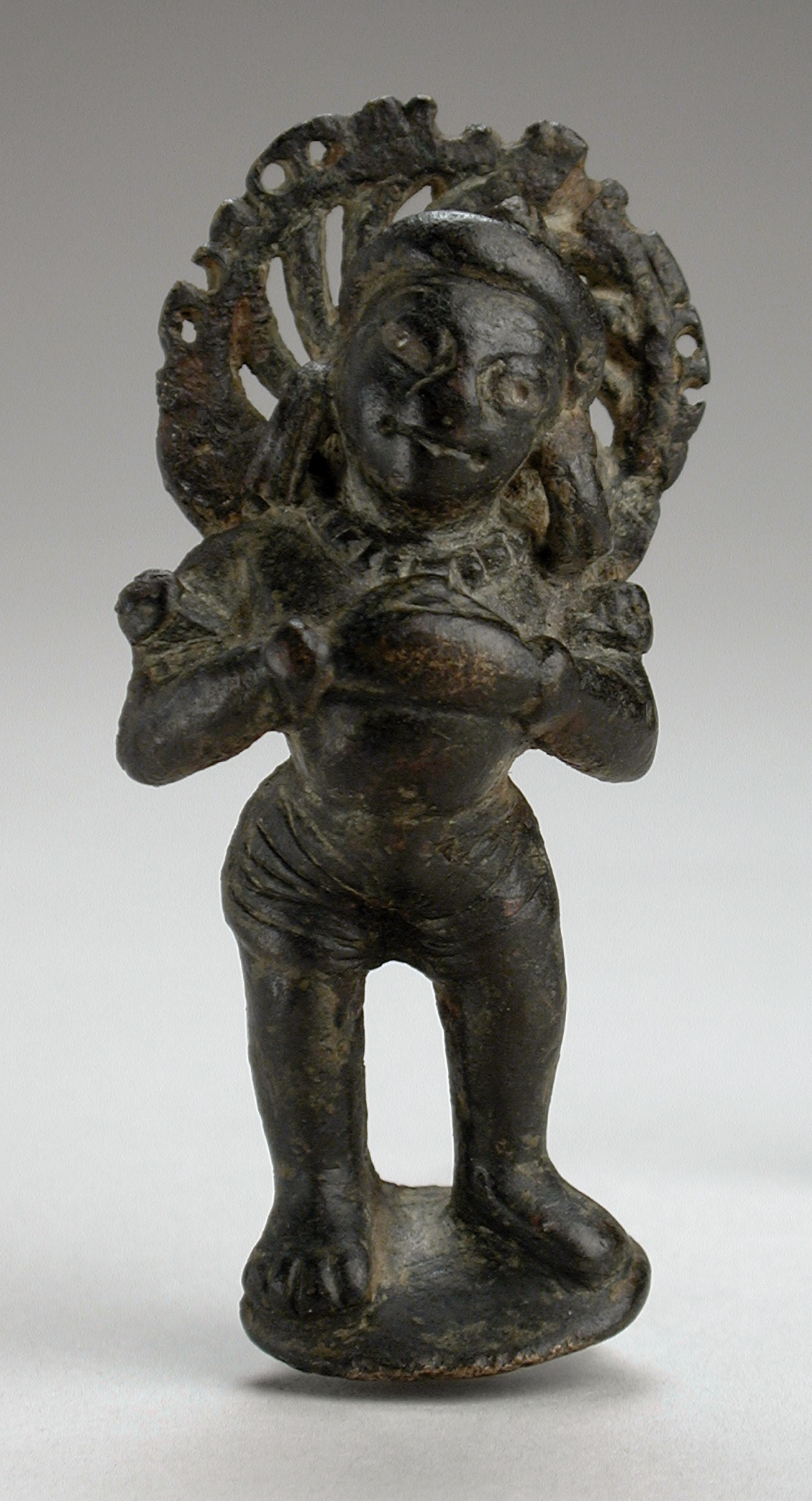
Юный Сударшана с прижатыми к груди руками и колесом-нимбом за головой. Кашмир, VI век. Коллекция Музея искусств округа Лос-Анджелес.

Один из ачарьев по линии преемственности Рамануджи и ученик Парашара Бхатара, Кура Нараяна, написал стостишие «Сударшана-шатакам» (IAST: Sudarśanaśataka), раскрывающее красоту Сударшаны на Вайкунтхе. Здесь нет ни болезней, ни тревог, ни врагов. Вишну и обитателям божественного мира не от кого защищаться. Сударшана — одна из счастливых и свободных душ, расцвечивающая своей красотой небо Вайкунтхи. У юного Сударшаны одежды — ослепительный блеск, в сравнении с которыми Солнце меркнет. Его сияние пронизывает миры и всех живых существ. Он прогоняет внутреннюю и внешнюю тьму, дарует время любви и молодость, чтобы души могли наслаждаться жизнью (шлока 1). Свет Сударшаны — воплощение совершенства, он наполнен потоком нектарного блаженства Вишну. Его сияние проносится над садами и полями, побуждая их цвести. Солнечные руки-лучи тянутся благословить землю, небо и поднебесье. Его касание дарует радость, негу и гармонию (шлока 3). Чакра-пуруша переливается всеми цветами радуги, красующейся под ярким Солнцем. Его обитель — правая рука Вишну, чьё тело цвета грозовой тучи. Близость Вишну придаёт Сударшане тёмный голубоватый или зелёный оттенок. Когда с Вишну его супруга Лакшми, чакра-пуруша отсвечивает её золотисто-желтым оттенком. Близость змея Ананты делает сияние Сударшаны ровным и белым, а драгоценные камни на его капюшонах добавляют ярко-красные солнечные зайчики. Как луч Солнца пронизывает на рассвете облака и придаёт им красноватый оттенок, так и Сударшана окрашивает Вишну красноватым цветом расплавленного золота. Сияние Сударшаны расплывается радугой по небу Вайкунтхи, заставляя его переливаться разными красками. Падая на нитья-сури, он наполняет их теплом и жизнелюбием (шлоки 5 и 6). Сияние чакра-пуруши подобно вселенскому глазу. Куда он ни посмотрит — приходит свет и распускаются цветы счастья, а душа поёт мелодию любви. Сударшана превращает недостатки в совершенства, стирает прошлое, оставляя только божественное настоящее. Благодаря Сударшане души могут стяжать все четыре цели человеческой жизни (дхарма, артха, кама и мокша), главная из которых — пересечь океан сансары и обрести свободу на Вайкунтхе. У него шесть достоинств: он обладает знанием о Вишну, властью над материей, нескончаемой силой, богатством процветания, непреклонным мужеством и, наконец, божественным сиянием. Свет Сударшаны распространяется во всех направлениях, отчего считается, что у него широко распахнутые глаза, которыми он видит всех и всё (шлока 10).
В земле тамилов Сударшану любовно именуют «Чакра-альваром» (IAST: Cakkarattāḻvār, Chakkrath Azhwar). Он — неотъемлемая часть красоты Вишну, свет в его руке, озаряющий пространство. Сударшана — тот же нежный образ, что и сам Вишну, его украшают корона, он держит раковину, диск, булаву и лотос («Гаруда-пурана», глава 23). «Вараха-пурана» и «Вамана-пурана» говорит о Сударшане как о божественном времени, которое наступает, когда Вишну являет свою милость. Аннамайя пел: «Ты — наша опека, держащая Сударшану! Рядом с тобой мы не чувствуем ни страха, ни бед». Его милосердие проявляется каждый день, каждую миг жизни, поэтому спицы у колеса-чакры словно непрерывное время в движении сливаются в единое целое.
В южной школе шри-вайшнавизма, тенкалаи, Сударшана — сияющее качество Вишну, как его красота, юность или свежесть. Небесный свет чакра-пуруши чарует тех, кто принимает прибежище в стопах Вишну. Северная школа шри-вайшнавизма, ведагалаи, пошла по своему пути. Здесь Сударшане поклоняются как самостоятельному божеству, хотя и связанному с Вишну. Основатель ведагалаи Венкатанатха сочинил хвалебный гимн «Шодашайюдха-стотра» (IAST: Ṣoḍaśāyudhastotra, Ṣoḍaśāyudhastuti) в честь шестнадцати оружий Вишну. Его же перу принадлежит известное восьмистишие «Сударшана-аштакам» (IAST: Sudarśanāṣṭaka). Его читают дома, когда кто-то из семьи заболел. Считается, что Венкатанатха написал восьмистишие, чтобы избавить жителей Пулабутангуди (Тамилнад) от эпидемии. Последователи Венкатанатхи приравнивают чакру к Лакшми: Сударшана, как и супруга Вишну, может даровать спасение от сансары. В северной школе поклонение Сударшане включает медитацию, пуджу, чтение мантры и даже принятие в нём прибежища («О Бхагаван, непобедимый и всепобеждающий, с тысячу спиц, я нахожу в тебе прибежище», «Ахибудхнья-самхита», текст 37.32). Для ведагалаи Сударшана — божество, избавляющее от страхов и болезней, а также дарующее защиту и победу над соперниками. Его смешанный культ заимствован поздними традициями вайшнавизма, в частности, последователями гаудия-вайшнавизма и радхаваллабха-сампрадаи. Вслед за наследниками Венкатанатхи они проводят ему пуджи, яджны и читают мантры.

От кого разбегаются толпы врагов преданных,

В ком благоприятные качества нашли свой отчий дом,

Кто помогает пересечь океан сансары,

Благодаря кому Вселенная в безмятежном покое,

Избавляющий от последствий неверных поступков,

Кто благословляет знанием о праведности.

Слава, слава Сударшане! Слава, слава Сударшане!
Сияющий украшением в руке Господина Вселенной,

Избавляющий богов от страхов перед демонами,

Кому поклоняются Брахма и Индра,

Чью славу воспевают священные тексты,

К кому прибегают, чтобы обойти соперников,

Сам Шива желал видеть тебя, прекрасного, своими глазами.

Слава, слава Сударшане! Слава, слава Сударшане!
Сияющий как миллион огней,

Для кого ослепительный свет словно дом,

Кого окружают спутники и друзья Вишну,

Чьё величие не поймут даже мудрецы,

Кто являет собой великолепное зрелище со множеством рук,

И кто помогает преданным своей защитой.

Слава, слава Сударшане! Слава, слава Сударшане!
С чьими стопами неразлучны праведники,

Обитель шести благоприятных качеств (знание, власть, сила, богатство, мужество, сияние),

Кому Веды поют бесконечную славу,

Обладающий, как и сам Господь, высшей (на Вайкунтхе) и низшей (на Земле) формами,

Избавляющий от страхов перед врагами Индры, главного из твоих преданных,

Кто спалил дотла город Каши.

Слава, слава Сударшане! Слава, слава Сударшане!
Остановивший распространение демонов,

Устраняющий печали рождения, старения и смерти,

Видящий все недостойные уловки,

Избавляющий преданных от ложных знаний,

Чья доблесть восхваляется богами,

И кто возвращается к битвам с врагами преданных.

Слава, слава Сударшане! Слава, слава Сударшане!
Являющий даршан быстрым шагом,

С походкой сказочно красивой,

У кого в руках по великолепному оружию,

Рассеивающий великую Майю-иллюзию,

Украшенный множеством гирлянд,

Милосердный и благословляющий преданных,

Кому поклоняются через тантру и янтры.

Слава, слава Сударшане! Слава, слава Сударшане!
Богатство праведников — знание о твоём Господине (Вишну),

Ты благословляешь освобождением тех, кто ищет убежища у твоих стоп,

Повторяющим твою мантру ты даруешь несравненное (духовное) богатство,

Кому поклоняются в янтре с шестью углами,

Кто проникает во все творения Господа и пребывает в них,

Кто завершает любые начатые дела,

Ты — истинная божественная воля и дерево калпатару, исполняющее желания.

Слава, слава Сударшане! Слава, слава Сударшане!
Ты — глаза Вселенной, воплощение трех Вед,

В тебе три огня яджны (гархапатья, ахавания и дакшина),

Ты принимаешь форму истинного знания,

У кого силы для свершения любого дела,

Кто принимает форму Вселенной и её содержимого,

Кому преданные поклоняются в священных ритуалах,

Уничтожающий страхи и болезни поклоняющихся тебе,

Слава, слава Сударшане! Слава, слава Сударшане!
Восьмистишие, что исполняет желания,

И открывает внутренний смысл Сударшаны,

Написано Венкатанатхой, кто его прочтет,

Исполнит свои желания и устранит препятствия,

Чудесным даром силы Господа Вишну.

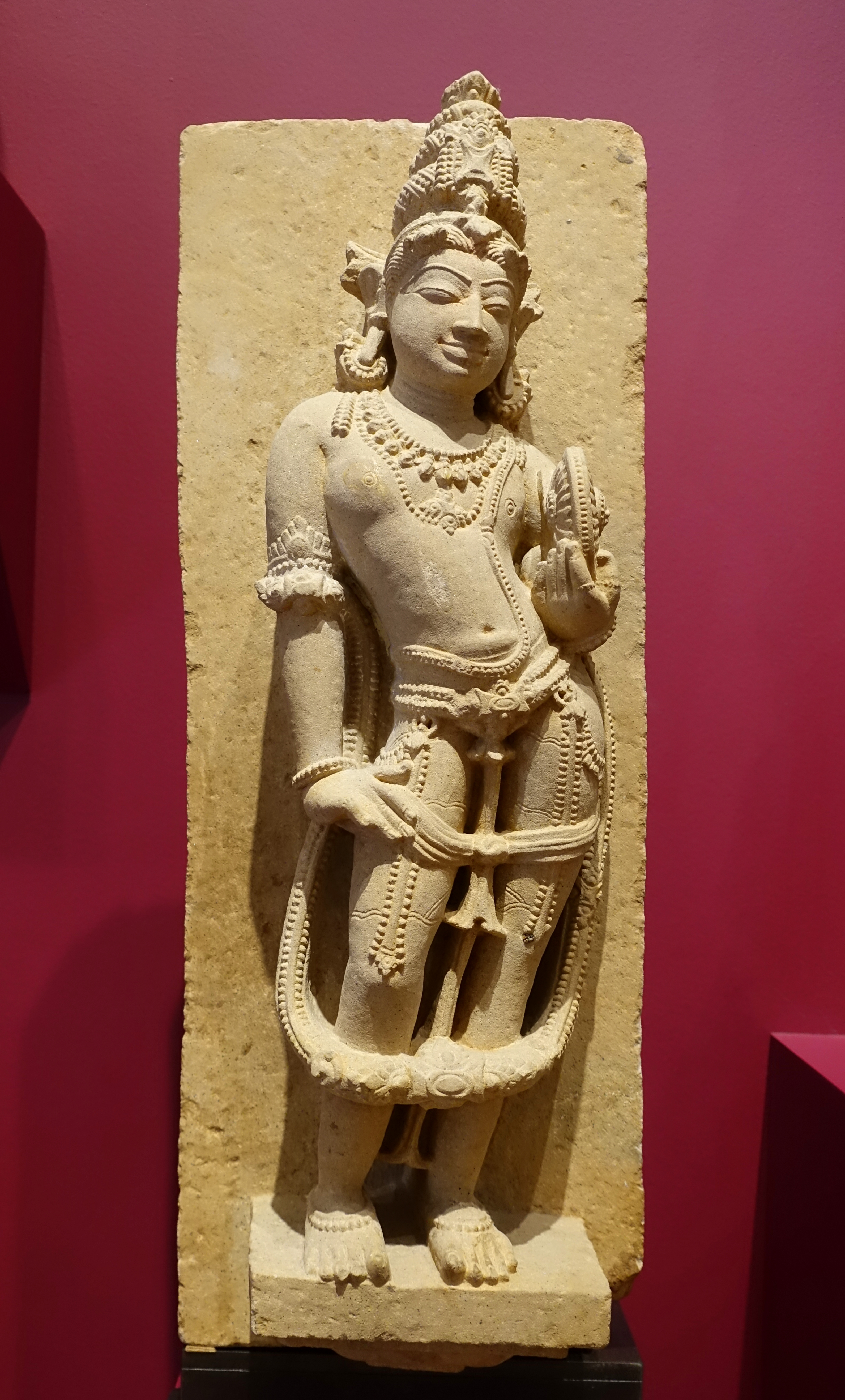
Чакра-пуруша с диском в руке. Центральная Индия, XI век. Коллекция Музея искусств Далласа.

В конечном счете, брахманы северной школы выделили Сударшану в отдельный культ, в котором слышны отголоски любви к тёмноликому повелителю Вайкунтхи. В честь Сударшаны возведены святыни, среди которых известны храм Читра Ратха Валлабха Перумал возле Мадурая, храм Чакра-альвара в комплексе Шрирангама, храм Чакра-пани в Кумбаконаме. В Южной Индии чакре Вишну нередко посвящают яджны, которые проводятся дома или в вайшнавских храмах. Их назначением является облегчение страданий, а также избавление от болезней.
В отдельных сообществах вайшнавов к Сударшане продолжают относиться как к «оружию», несущему конец недругам. По всей видимости, и в прошлом его восприятие как гневного или яростного божества (IAST: Ugrā devata), вело к проблемам дуализма. Для их разрешения и «демилитаризации» Сударшаны «Вишну-дхармоттара-пурана» описывает диалог между мудрецом Маркандея и правителем по имени Ваджра. На вызывающий вопрос правителя, чего же боится Вишну, раз в его руках всегда наготове оружие, Маркандея отвечает, что это вовсе не оружие, а неотъемлемые части вездесущего Бога. Он их творец, благодаря которому части стали индивидуальными душами. Хотя они отделены от Вишну, они по-прежнему обладают его безупречной природой. Вишну поддерживает своих спутников, а те, в свою очередь, поддерживают гармонию мира. Все они, от лотоса до чакры, — совершенные качества Вишну, которые он проявляет в зависимости от времени и обстоятельств. Как пел Наммальвар, «Господь — вместилище и сокровищница бесконечных добродетелей… у его совершенства нет ни начала, ни конца» (Тируваймоли, стихи 1.3 и 1.7). У него бессчетное число символов, предметов и атрибутов, у которых лишь одно назначение — увести души от земных невзгод на небеса. На Вайкунтхе нет забот или тревог, некого бояться и не от кого защищаться. Чистая форма чакра-пуруши — свет, раскрашивающий радугой небо Вайкунтхи. Практика шри-вайшнавизма обходит стороной образы противостояния, чтобы сознание душ в земной жизни и после неё оставалось в совершенном мире.
| По правую сторону | По левую сторону |
| - чакра (диск) - кунта (копьё) - крипан (меч) - парашу (топор) - хутаваха (огонь) - анкуша (стрекало) - данда (палка) - шакти (копьё) | - шанкха (раковина) - коданда (лук) - паша (аркан) - хала (плуг) - мусала (булава) - гада (булава) - молния (ваджра) - шула (копьё) |

Тантрический Сударшана: страхи и враги 

Устоявшееся представление о Сударшане — божественное оружие. Преданные Вишну могут просить его о защите от страха, врагов и напастей. Пришедший из прошлого образ объясняется тем, что в Древней Индии чакра применялась как оружие. Металлический диск с заостренными краями метался на короткое расстояние. До шри-вайшнавизма интерес к Сударшане проявлялся как к непобедимому оружию, прежде всего, у царского двора. Правителям нужны устрашение врагов, победа и слава. В образе непобедимого воина Сударшану изображали при правлении Гуптов, Чалукья и Паллавов. Ничто не устоит перед колесом времени — смертны герои и царства. «Ахирбудхня-самхита» (IAST: Ahirbudhnya-Saṃhitā), входящая в канонический сборник Панчаратра-агам, представляет собой руководство для почитания Сударшаны. Его сочинили южноиндийские придворные брахманы между XI и XIII веками. В самхите прослеживается влияние тантрических практик кашмирского шиваизма. Ритуалы проводили личные священники правителей. Раджа получал посвящение, в ходе которой его обучали Сударшана-мантре, ежедневно проводил пуджу Сударшане и исполнял ритуалы для решения проблем, включая излечение от болезней, защиту от чёрной магии и противодействие злодеям. Благодаря стараниям придворных брахманов Сударшана превращался в воина — тантрическое божество, вызываемое для сокрушения врагов. Своего апогея воинственный культ достигает в XV столетии, что связано с ритуалами защиты от мусульманского вторжения. В конечном счете, почитание без бхакти, основанное на страхах и противодействии, выродилось. После него остались лишь ритуальные тексты и устрашающие образы.

## Господь шрингара и мадхура-расы
«Обрети стопы чудесного Нараяны, Господина несметных добродетелей, Властелина несравненных качеств», — призывал Наммальвар («Тируваймоли», 1.2—1.9). Любовь к нему — и цель, и средство. Всё творчество альвара представлено проповедью любви к Вишну. Преданным легко обрести Вишну любовью. Без любви даже божественная супруга Лакшми не смогла бы оказаться рядом с ним. Искренней любви к Вишну достаточно, чтобы заслужить его внимание. Его привлекают души, оставшиеся с ним не для исполнения своих желаний, а ради него самого. Вдохновлённая любовь к нему, с именем на устах, с цветами и музыкой, танцами и пением — надежный путь обрести его внимание. Кто завяжет с ним отношения, окажется в мире любви. Земное бремя исчезнет, препятствия сгинут и непреходящее сокровище небес окажется в руках тех душ, кто заключит с ним сердечный союз, — воспевает Наммальвар. Для них, погружённых в любовь к Вишну, предназначен высший плод — открытые двери Вайкунтхи, куда души уходят, оставив невзгоды и тревоги. Для обретения любви Лотосоокого не нужно особых усилий. Он не расстается с душами так же, как он всегда пребывает в объятиях прекрасной Лакшми. Если бы Повелитель трёх миров вздумал бы уйти, ему не под силу покинуть ваш ум, — подсказывает Наммальвар, — он всегда в союзе с душой. «Как дар любви несравненному Вишну, кто нежно произносит его имя с чувством, тому лотосные стопы будут навеки венцом», — завещал альвар.

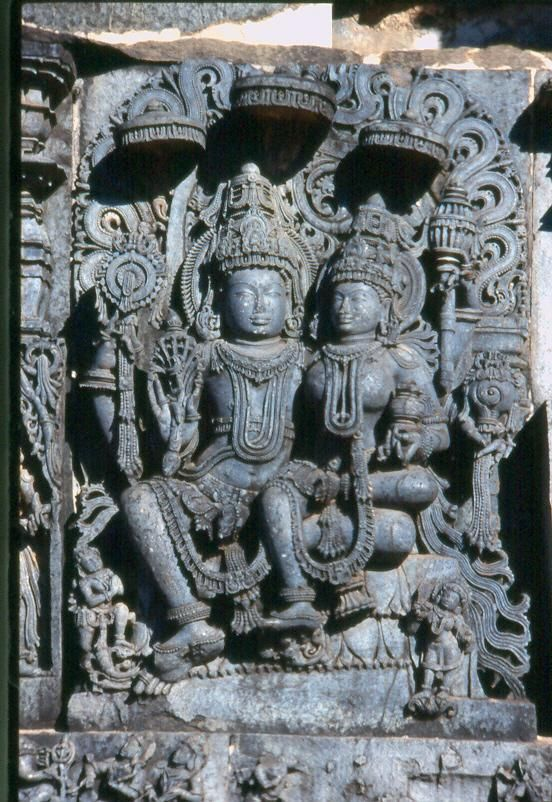
Лакшми на коленях у Вишну. Храм Хойсалешвара в Халебиду. Индия, XII век.

Воспитанию чувств к Вишну, чтобы оказаться в мире любви, посвящена практика шри-вайшнавизма. Отношения с ним легкие, интимные и иногда мистические. Идеалом любовных отношений служит богиня Лакшми. У любви много лиц, среди которых и совершенная героиня южноиндийской поэзии, и влюблённые пастушки-гопи. Однако нет никого ближе к Вишну, чем его супруга Лакшми. От её имени исполняются киртаны и стихи. Большинство любовных произведений шри-вайшнавизма, предназначенных для слуха Вишну, озвучивается её голосом. Она же являет собой образец безупречных с ним отношений. Их может повторить любая душа, следующая по пути любви. В определённом смысле душу можно считать аватарой Лакшми, воплощённой в земном теле. Возлюбив совершенную Высшую душу, она может испытывать те же чувства и близость, что и богиня рядом с Вишну. Южная школа шри-вайшнавизма, тенакалаи, исповедует родственные отношения с Вишну. Их называют «хватка кошки» («марджара-ньяя», IAST: mārjāranyāya). Вишну заботится о душе как кошка беспокоится о своём котёнке. Мать-кошка кормит, вылизывает и переносит его в безопасное место. От души не требуется особых усилий. Вишну сам дарует ей милость и благословение. Ведь он — воплощение любви, для его любви нет причин и поводов. Отношения между Вишну и душой столь же естественны как между мужчиной и женщиной. Вишну — Пуруша, мужское начало. Он защищает и хранит, дарует освобождение в мире Вайкунтхи. Взаимоотношения с душой доставляют ему наслаждение, недостатки для Вишну не играют никакой роли. Льнущая к нему душа — джива, женское начало. Чтобы Вишну её обнял, душе нужно немного: быть рядом, дать знать, что нуждаешься, открыться навстречу.
Позволь ему быть великолепным, как он хочет.
В конце концов — он же мужчина.
Если он взглянет на девушку — захочет дружить.
Если проявишь обаяние — он познакомится.
Если пошлешь знак — вы будете вместе.
Почему же он так старается?
В конце концов — он же мужчина.
Если улыбнешься — он станет застенчивым.
И воспользуется шансом прикоснуться к тебе.
Если дашь ему время — у вас вспыхнет любовь.
Тебе лишь нужно явиться перед его взором.
И он обязательно обнимет тебя.
Когда окажешься в его мыслях — чувства закипят.
Он не скрывает (чувств), в конце концов — он же мужчина.Аннамайя, киртан «Atte Tān Entavādainān»
Духовное тело Вишну состоит из блаженства — прикасаясь к нему, душа пьёт нектар любви. У него сильные плечи — оказавшись в его руках, душа чувствует бережную заботу. В его ласковых объятиях можно забыться, ведь в них наступает время любви. В чарующих глазах душа словно тонет в бездонной красоте. Его ярко красные коралловые губы, спелые как бутоны, пленяют. Нежная улыбка озаряет иссини-тёмное лицо сиянием жемчужных зубов. Его любящие слова звучат как таинственные «мантры» Манматхи, бога любви. У него нежные стопы, в безупречности которых душа находит свой дом. Душа и Вишну принадлежат друг другу, они сливаются в безбрежном океане чувств. Ничто не ограничивает их отношения как нет преград между влюбленными. Они наслаждаются всеми «расами» (IAST: rasā), вкусами любовных отношений.
Я люблю тебя как умею, но кое-что мне не подвластно.
Я могу растопить твое сердце, но не сдержу капли пота любви.
Я могу покусать твои коралловые губы, но не смогу не оставить на них следов.
Некоторые вещи мне не подвластны.
Я могу коснуться тебя там, где ты застесняешься.
Но могу ли я не дать тебе волнующих чувств?
Я могу смотреть тебе прямо в глаза.
Но могу ли я заставить тебя не улыбаться?
Некоторые вещи мне не подвластны.
Я могу утомить тебя объятиями и поцелуями.
Но я не смогу прервать твои любовные стоны.
Теперь, когда между нами любовь,
Могу ли я сдержать тебя от желания большего?
Некоторые вещи мне не подвластны.Аннамайя, киртан «Cetanaina PātI Seva Seyudu Gāka»

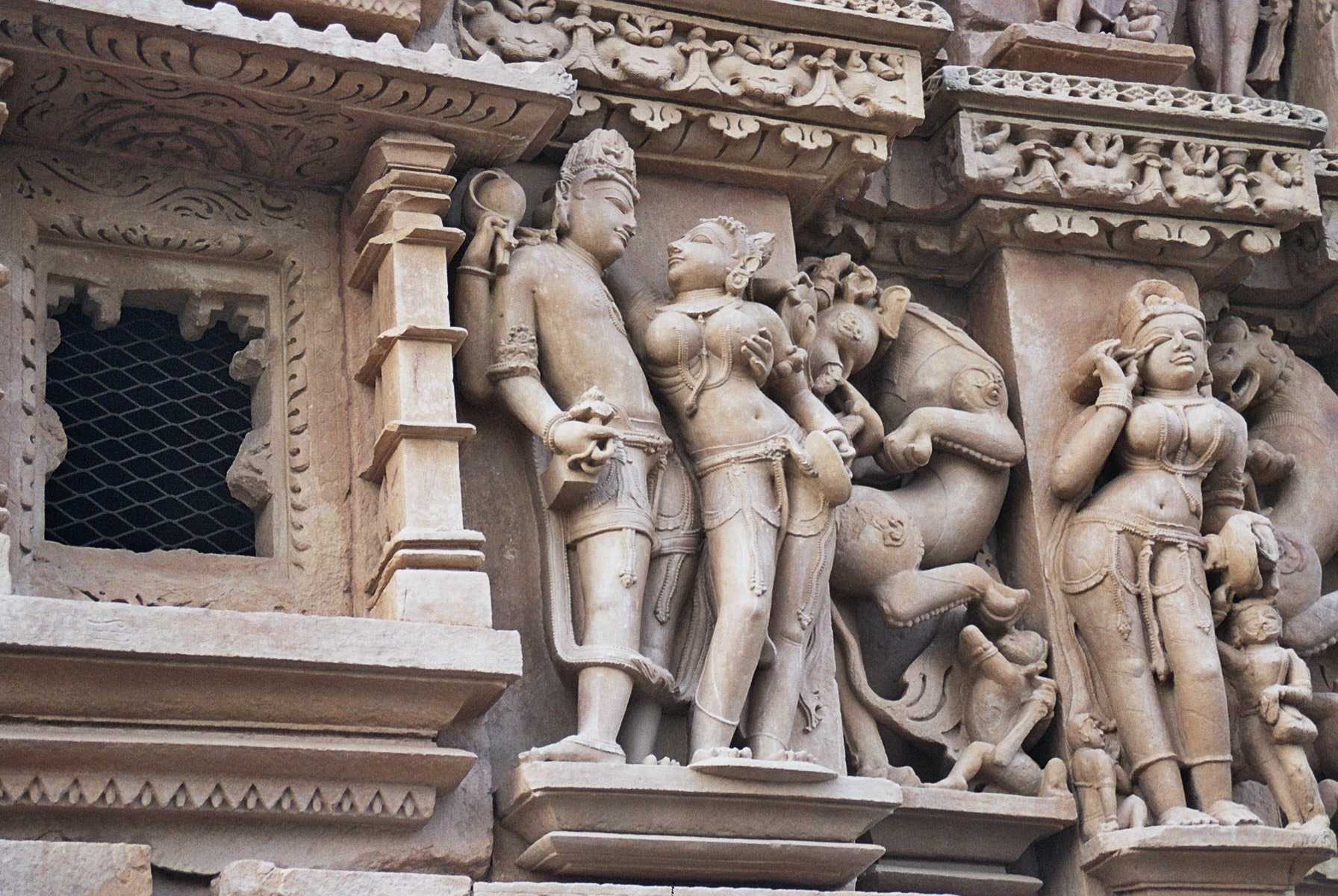
Вишну обнимается с супругой Лакшми (справа — сура-сундари, небесная красавица подводит глаза). Храм Адинатха, Кхаджурахо, Мадхья-Прадеш.

Любовь Вишну — живая и неподдельная, изменчивая и каждый раз новая. У неё бесконечные ароматы и привкусы. Когда его нет рядом и душа не чувствует Вишну, она испытывает любовное сожаление (karuna rasa), граничащее со страданием. Ещё вчера душа наполнялась чувством, а сегодня алтарь ей кажется пустым. Словно Вишну столкнулся с ней на узкой улочке и сделал вид, что не знаком. И это тоже часть любовной игры, Аннамайя пел: «не прячься под тилакой, я знаю, кто ты есть». Продолжительная разлука тревожит и страшит (bhayanaka rasa). Ей остается только набраться терпения и ждать. «Я ждала и ты пришел, где ты был, мой милый — за окном пошли дожди, ты со мной, любимый», — звучит рефрен известного киртана на телугу. Вишну приходит по своей воле, когда ему вздумается, и прежде всего, когда душа действительно в нём нуждается. Влюблённые играют друг с другом. Она может дерзко и недовольно повести бровями (veera rasa), подсмеиваться (bheebhatsa rasa) или даже наигранно гневаться (raudra rasa). Вишну можно поругивать и быть им недовольным, но это нисколько не уменьшит к нему любовь. Ведь без Похитителя сердец жизнь лишена смысла и красок. Влюблённые обсыпают друг друга цветным порошком, брызгаются водой и кидаются цветами. Шутки и смех создают веселье (hasya rasa) и восхищение (adbhuta rasa). В конечном счете, наступает блаженный покой и безмятежность. Не зная забот рядом с Вишну, душа испытывает полное умиротворение (santa rasa). Взаимоотношения с Вишну сопровождают всё оттенки чувств. Нет ни одного, которое было бы для Вишну неприятно. Столь непохожие чувства альвар Кулашекхара описал в поэме «Перумал-тирумоли», ощущая себя в каждом из них. Все привкусы отношений объединяет «шрингара-раса» (srungara rasa), любовное чувство. Любовь Вишну текуча и похожа на жидкий нектар. Вишну — Господь шрингара-расы, не зря дух шрингары — его сын, Манмадхи, бог любви.
Сказать «займемся любовью» — красивее, чем заниматься любовью.
Страдания от разлуки глубже удовлетворения встречи.
Желание быть с тобою сильнее чувства рядом.
Мечта о любви слаще, чем обнимать тебя в постели.
Мне больше веселья нравятся слова наших ссор.
Цветы, которые ты мне бросил, дают мне больше,
Чем твоё успокаивающее прикосновение.
Счастливее, чем после страсти сон, одно, но долгое объятие.
Скажи (мне): «займемся любовью»!Аннамайя, киртан «Kūdi Sukhiñcuta Kante Kūdudam»
Однажды начав любовный разговор наедине, Вишну и душа уже не в силах остановиться и никогда друг друга не забудут. Сплетаясь и соединяясь в разных обстоятельствах и переживаниях, они испытывают взаимное наслаждение. Вишну — океан любви, который невозможно переплыть, в котором невозможно утонуть, который никто не выпьет. «Как только Повелитель чувств займется с тобой любовью, ты больше не можешь сказать, что её было много», — воспевал Аннамайя. Среди всех вкусов любви больше остальных души тяготеют к сладостным чувствам. Медовый вкус, посеянный в лотосе сердца, даёт всходы и рождается в душе как «мадхурья-раса» (IAST: mādhurya rasa), нектар чувств влюблённых. «Господь, сладкий сердцу», — говорила о Вишну Андаль. Альвар Кулашекхара ей вторил: «Ты — сладкий на вкус как сахарный тростник,… чьи глаза, подобные цветам лотоса, одаряют блеском, красотой, прохладой и мягкостью». У Кулашекхара Вишну наслаждается отдыхом в океане блаженства, мечтательно глядя на небо Вайкунтхи: «ты отдыхаешь словно величественный слон, сладко глядя на что-то выше». Альвар призывал вкушать его сладкий нектар глазами и пить его сладкие истории ушами. Медовые образы альваров восхищали и вдохновляли, преумножив красоту сладких чувств влюблённых. Спустя несколько столетий Валлабха, идеолог шуддха-адвайты, в XVI веке сочинил знаменитое восьмистишие «Мадхураштакам» (IAST: Madhurāṣṭakam): «Сладки его губы и лицо, сладки глаза и милая улыбка, сладко его сердце и походка — все сладко в Господине сладости». Погружаясь в нектарную любовь, душа возвращается к себе домой. В палаты, где правит Антарьями, — своё сердце. Назад, к себе домой, в небесный мир без тени печали. В сердце человека возникает Вайкунтха, когда из него уходят заботы и приходит любовь.
Ты знаешь мой дом, дворец Бога любви,
Заполненный сладким запахом цветов?
Ты знаешь мой дом, в тени тамариндовой рощи,
В долине пологой между холмами златыми?
Где ты теряешь чувства и правит Бог любви,
Ты знаешь мой дом, где цветут сады грёз?
Разве не знаком тебе тот дом,
Где ты живешь в собственном сердце?
Где чувства верх берут.
Ты должен знать.
Чьи двери запечатаны Богом любви,
Хранящим всё, что ты так жаждал.
Ты вспомнил мой дом?Аннамайя, киртан «Maruninagari Danda Mā Yill’ Eragavā»